# Désinformation sur la pandémie de Covid-19
Wikipédia ne donne pas de conseils médicaux ou sanitaires. Cet article est susceptible de contenir des informations obsolètes ou inexactes. Seul un professionnel de la santé est apte à vous fournir un avis médical, et seules les autorités sanitaires de votre pays sont compétentes pour donner des consignes de santé publique relatives à la pandémie de Covid-19.
Des campagnes de désinformation sur la pandémie de Covid-19 font suite au déclenchement de l'épidémie de maladie à coronavirus 2019 (Covid-19) causée par le SARS-CoV-2.
Un très grand nombre de théories du complot, infox et cas de désinformation ont été relevés, amenant l'Organisation mondiale de la santé à parler d'infodémie.
Ces désinformations sont d'origines diverses (réseaux sociaux, messageries, gouvernements, médias officiels russes et chinois, personnalités en vue, etc.) et portent sur de nombreuses thématiques :
- des théories du complot (arme biologique — chinoise ou américaine, fabrication artificielle du virus, etc.) ;
- désinformation médicale (notamment l'étendue de la pandémie, la transmission du virus par les animaux, par les aliments ou par la 5G ; l'utilisation de médicaments et de traitements comme la chloroquine, ou des pseudo-diagnostics et pseudo-remèdes) ou liées à la fin de la pandémie ;
- désinformation par des gouvernements ou dirigeants (désinformation relative à l'origine du virus par le gouvernement chinois, désinformation institutionnalisée par le gouvernement russe) ;
- complots liés aux régimes alimentaires (cannibalisme, immunité obtenue en ingérant certains aliments ou drogues…), à l'environnement et à la faune.

Ces cas de désinformation peuvent être spécifiques à des pays et à des secteurs géographiques.
Il existerait « un lien majeur entre le degré d’incertitude perçu de l’environnement, la manière dont le cerveau peut parvenir à réduire cette incertitude, et la génération de croyances complotistes dans la population ».

## Lutte contre la désinformation
Le 2 février 2020, l'Organisation mondiale de la santé (OMS) a parlé d'une « infodémie massive » en relevant le foisonnement de rumeurs à propos du virus qui « rendent difficile de trouver des sources fiables et des conseils avisés lorsqu'on en a besoin ». L'OMS a déclaré que la forte demande pour une information rapide et fiable a conduit à la mise en place d'une hotline de démystification accessible 24 heures sur 24 et 7 jours sur 7. Ses équipes chargées de la communication et des réseaux sociaux ont établi une veille et une réponse à la désinformation grâce à son site internet et ses pages sur les réseaux sociaux,.
Facebook, Twitter et Google ont déclaré qu'ils travaillaient avec l'OMS pour lutter contre la « désinformation ». Dans un article de blog, Facebook a déclaré que sera supprimé tout contenu, signalé par les organisations chargées de la santé publique mondiale et par les autorités locales, qui violerait leurs conditions générales pour désinformation entraînant des atteintes à l'intégrité physique. Facebook fait également de la publicité gratuite pour l'OMS. Début avril 2020, WhatsApp limite le nombre de partages possibles pour un message identifié comme une rumeur à un seul contact et ce afin de prévenir de la diffusion de rumeurs. La limite avait déjà été abaissée à 5 contacts en janvier 2019.
Fin février, Amazon a supprimé plus d'un million de produits prétendant pouvoir guérir ou protéger contre le coronavirus, et supprimé des dizaines de milliers d'annonces vendant à un prix excessif des produits de santé.
En France, en septembre 2021 et après la diffusion d'un numéro de « Complément d'enquête » sur le business des fake news, « le site de désinformation FranceSoir est démonétisé par Google » et perd ses revenus publicitaires.
Beaucoup d'auteurs d'articles scientifiques ont écrit en accès libre des articles en rapport avec le déclenchement de l'épidémie. Certains scientifiques ont choisi de partager rapidement leurs résultats sur des serveurs de prépublication comme bioRxiv.
Wikipédia est montrée comme un bon exemple de lutte contre la désinformation liée au Covid-19, car les rédacteurs bénévoles privilégient les publications scientifiques passées par un comité de lecture aux articles des médias généralistes,.
Début avril, Reporters sans frontières a mis en place l’Observatoire 19, un site destiné notamment à favoriser le droit à l'information en aidant à la diffusion des informations concernant la crise.
La start-up NewsGuard dédiée à l'évaluation de sites et réseaux sociaux en ligne susceptibles de relayer ou amplifier des fausses nouvelles publie sur son Centre de Suivi de la mésinformation sur le coronavirus des listes de sites d’actualité et d’information évalués Rouge aux États-Unis, au Royaume-Uni, en France, en Italie et en Allemagne identifiés comme ayant diffusé de fausses informations sur le virus, nombre évalué à 385 fin décembre 2020, ainsi que les mythes les plus populaires sur la Covid-19 et comment ils ont émergé,.
L'information devient un enjeu mondial, et prisée. « Les services de renseignements peinent à collecter l’information dans certains cas, alors qu’elle est indispensable pour limiter les conséquences humaines et économiques du Covid-19. Les agences ont cherché à dresser un tableau précis des épidémies de coronavirus dans le monde, mais elles ont été confrontées à de sérieuses lacunes dans leur capacité à évaluer la situation dans des pays dits « foyer du virus », d’abord la Chine, puis dans un deuxième temps l’Iran. Ces pays sont connus par les agences d’espionnage comme des « cibles difficiles » en raison des contrôles étroits imposés par l’État sur l’information ».
Un groupe de travail sur les infodémies, issu du forum international sur l'information et la démocratie, a produit un rapport en novembre 2020, mettant en avant 250 recommandations, pour protéger démocraties, droits de l'homme et santé.

## Théories du complot populaires à l'échelle internationale

### Une arme biologique chinoise
En janvier 2020, la BBC a publié un article à propos de la désinformation sur le coronavirus, citant deux articles du Washington Times du 24 janvier qui affirmaient que le virus faisait partie d'un programme d'armes biologiques chinois basé à l'Institut de virologie de Wuhan (WIV). Le Washington Post a ensuite publié un article réfutant cette théorie du complot en citant des experts américains qui ont expliqué pourquoi cet Institut n'était pas apte à faire des recherches sur les armes biologiques. Ces experts soulignent aussi que la plupart des pays ont abandonné les armes biologiques, celles-ci étant inutiles, et aussi qu'il n'y a aucune preuve que le virus a fait l'objet d'une ingénierie génétique.
Le 29 janvier 2020, le site et blog d'informations financières Zero Hedge a prétendu qu'un scientifique du WIV aurait créé la souche du Covid-19 responsable de l'épidémie de coronavirus. Zero Hedge a fait une liste de toutes les coordonnées du scientifique prétendument responsable, une pratique connue sous le nom de doxing, en incluant le nom, la photo et le numéro de téléphone du scientifique, et suggérant aux lecteurs qu'ils « rendent visite [au scientifique chinois] » s'ils voulaient savoir ce qui a vraiment causé la pandémie de coronavirus. Par la suite, Twitter a banni le compte du blog pour violation de la politique d'utilisation de la plate-forme.
En janvier 2020, BuzzFeed a signalé une théorie du complot, devenant un mème, faisant un lien entre le logo du WIV et l'« Umbrella Corporation », l'agence qui a créé le virus déclenchant l'apocalypse zombie dans la licence Resident Evil. Cette théorie a également vu un lien dans « Racoon » (la principale ville de Resident Evil) qui est une anagramme de « Corona » (le nom du virus). La popularité de cette théorie a attiré l'attention du site Snopes, qui a prouvé sa fausseté en montrant que le logo n'était pas celui de l'Institut, mais de la Shanghai Ruilan Bao Hu San Biotech Limited, situé à 800 km de là, à Shanghai, et qui a en outre fait valoir que le nom correct de la ville de Resident Evil était Raccoon City.
En février 2020, le sénateur américain Tom Cotton (Parti républicain - Arkansas) ainsi que Francis Boyle, professeur de droit, ont suggéré que le virus était peut-être une arme biologique chinoise alors même que de nombreux experts médicaux ont estimé qu'il n'y en avait aucune preuve. Le chroniqueur politique conservateur Rush Limbaugh a déclaré dans The Rush Limbaugh Show (en), l'émission radio la plus populaire aux États-Unis, que le virus était probablement « une expérience du laboratoire ChiCom » et que les Chinois utilisaient le virus, et l'hystérie médiatique entourant celui-ci, pour faire tomber Donald Trump,. En février 2020, le Financial Times a rapporté que Trevor Bedford, expert en virologie et co-dirigeant des enquêtes mondiales sur le coronavirus, avait déclaré « [qu']il n'y avait aucune preuve d'ingénierie génétique que nous puissions trouver », et que « nous disposons de preuves que les mutations [du virus] sont totalement compatibles avec l'évolution naturelle ». Bedford a en outre expliqué que « le scénario le plus probable, basé sur l'analyse génétique, est que le virus ait été transmis par une chauve-souris à un autre mammifère il y a entre 20 et 70 ans. Cet animal intermédiaire — non encore identifié — l'a transmis à son premier hôte humain dans la ville de Wuhan fin novembre ou début décembre 2019 ».
En 2020, Christopher Bouzy, fondateur de Bot Sentinel, un outil critiqué plus tard pour son manque de fiabilité,, a fait une analyse des commentaires sur Twitter à la demande du site Inverse et rappporté avoir identifié des bots et trollbots faisant de fausses allégations telles que la création intentionnelle du virus par la Chine, le statut d'arme biologique du virus, l'éxagération par les démocrates de la menace dans le but de nuire à Donald Trump ; il qualifie ces bots de principalement pro-Trump.
Hormis la désinformation, des inquiétudes demeurent concernant une fuite accidentelle de l'Institut de virologie de Wuhan (WIV). En 2017, le biologiste moléculaire américain Richard H.Ebright a fait part de son inquiétude lorsque le WIV s'est étendu pour devenir le premier laboratoire P4 (pathogène de classe 4) de la Chine continentale, notant qu'il y avait eu des précédents de fuites du virus du SRAS dans d'autres laboratoires chinois. Alors qu'il réfutait plusieurs théories du complot concernant le WIV (par exemple, celles de la recherche d'armes biologiques ou de la fabrication du virus), Ebright a dit à la BBC China que cela n'excluait pas la possibilité que le virus ait atteint la population à la suite d'un accident de laboratoire. Le 6 février, la Maison-Blanche a demandé à des scientifiques et à des chercheurs en médecine d'enquêter rapidement sur les origines du virus afin de faire face à la fois à la dissémination actuelle, et de « donner des informations pour une préparation à un futur déclenchement de l'épidémie et mieux comprendre les aspects de la transmission de l'animal à l'homme et de l’environnement du coronavirus ».
Le député Tobias Ellwood, président du Comité restreint de défense de la Chambre des communes du Royaume-Uni, a aussi publiquement mis en question le rôle de l'Institut pour les produits biologiques de l'armée chinoise situé à Wuhan pour une « meilleure transparence sur les origines du coronavirus ».
Le South China Morning Post a rapporté que l'une des principales chercheuses de l'Institut, Shi Zhengli, était une cible particulière pour les attaques personnelles dans les réseaux sociaux chinois en raison de ses travaux sur les chauves-souris comme source du virus. Cela a conduit Shi à poster : « Je jure sur ma vie que [le virus] n'a rien à voir avec le laboratoire ». Et lorsque le South China Morning Post lui a demandé ses commentaires sur les attaques, Shi a répondu : « Mon temps doit être consacré à des sujets plus importants ». Caixin a rapporté que Shi Zhengli a fait d'autres déclarations publiques contre les « théories du chapeau de papier d'aluminium sur la source du nouveau virus », citant celle-ci en disant : « le roman coronavirus 2019 est celui de la nature punissant l'humanité pour avoir gardé un style de vie incivil. Moi, Shi Zhengli, je jure sur ma vie que cela n'a rien à voir avec notre laboratoire ».
Le chroniqueur d'extrême droite Josh Bernstein (en) a affirmé que le Parti démocrate et « l'État profond médical » ont collaboré avec le gouvernement chinois pour créer et relâcher le coronavirus afin de faire tomber Donald Trump. Bernstein a ensuite suggéré que les responsables devraient être condamnés à être enfermés dans une pièce avec des patients infectés par le coronavirus.
Fox News a accueilli Jerry Falwell Jr., président de l'Université Liberty qui a promu une théorie du complot selon laquelle la Corée du Nord et la Chine ont conspiré pour créer le coronavirus. Il a également dit que les gens réagissaient de manière excessive à l'épidémie de coronavirus et que les démocrates essayaient d'utiliser la situation pour nuire au président Trump.

### Une arme biologique américaine

#### Les accusations de la Russie
Le 22 février 2020, des responsables américains ont prétendu que la Russie menait une campagne de désinformation, utilisant des milliers de comptes sur Twitter, Facebook et Instagram, pour faire circuler des théories du complot sans fondements affirmant que le virus serait une arme biologique fabriquée par la CIA ; et que les États-Unis utiliseraient le virus pour mener une guerre économique contre la Chine,,,. Le secrétaire d'État adjoint par intérim pour l'Europe et l'Eurasie, Philip Reeker, a déclaré que « l'intention de la Russie est de semer la discorde et de saper les institutions et les alliances américaines de l'intérieur », et que, « en répandant la désinformation à propos du coronavirus, les agents pernicieux russes ont une fois de plus choisi de menacer la sécurité publique en détournant l'attention d'une réponse sanitaire mondiale ». La Russie dénonce cette allégation, affirmant que « c'est une histoire délibérément falsifiée ».
Selon le magazine américain The National Interest, bien que les chaînes russes officielles se soient tues sur les théories du complot d'une guerre biologique américaine, d'autres médias russes n'ont pas eu la même retenue que le Kremlin. Zvezda, un média financé par le ministère russe de la Défense, a publié un article intitulé « Coronavirus : une guerre biologique américaine contre la Russie et la Chine », déclarant que le virus est destiné à nuire à l'économie chinoise, et de l'affaiblir lors du prochain cycle de négociations commerciales. Vladimir Jirinovski, un ultra-nationaliste dirigeant du Parti libéral-démocrate de Russie, a affirmé sur une station de radio de Moscou que le virus était une expérimentation du Pentagone et de sociétés pharmaceutiques. Le politicien Igor Nikulin a fait le tour des plateaux de télévision et des médias russes, arguant que Wuhan avait été choisi pour l'attaque car la présence d'un laboratoire pathogène de classe 4 fournissait au Pentagone et la CIA un prétexte pour dire qu'il s'agissait d'une fuite d'une expérience biologique chinoise. Un document de l'Union européenne fait état de 80 tentatives des médias russes de diffuser de la désinformation liée à l'épidémie. Ces nombreuses opérations de manipulation de l'information liées à la Russie ont différents objectifs : faire croire que la Russie vient prêter main-forte à une Union européenne submergée par l'épidémie, affirmer que la pandémie viendrait des États-Unis, via des soldats de l'OTAN,,.
Lors de la guerre entre la Russie et l'Ukraine, en 2022, divers désinformateurs ont affirmé que des laboratoires américains aux frontières du territoire russe avaient servi à développer la Covid-19, dans le sillage d'une plus vaste campagne russe de désinformation sur le rôle de ces laboratoires,.

#### Les accusations iraniennes
Selon Radio Farda, le chef religieux iranien Seyyed Mohammad Saeedi a accusé le président américain Donald Trump de prendre pour cible Qom avec le coronavirus « pour nuire à sa culture et à son honneur ». Saeedi a déclaré que Trump remplissait sa promesse de frapper les sites culturels iraniens si les Iraniens se vengeaient de la frappe aérienne américaine qui avait tué le commandant de la Force Al-Qods, Qasem Soleimani.
Une figure de la télévision iranienne, Ali Akbar Raefipour, a affirmé que le coronavirus faisait partie d'un programme de « guerre hybride » mené par les États-Unis contre l'Iran et la Chine.
Le général de brigade Gholam Reza Jalali, chef de l'Organisation iranienne de protection civile, a soutenu que le coronavirus était probablement une attaque biologique contre la Chine et l'Iran avec des objectifs économiques,.
Hossein Salami, le chef du corps des gardiens de la révolution islamique, a affirmé que l'épidémie de coronavirus en Iran pourrait être due à une « attaque biologique » américaine. Plusieurs politiciens iraniens, dont Ali Khamenei, Hossein Amir Abdollahian, Rasoul Falahati, Alireza Panahian, Abolfazl Hasanbeigi et Gholamali Jafarzadeh Imanabadi, ont également fait des remarques similaires. Cependant, le vice-ministre iranien de la Santé, Reza Malekzadeh, a rejeté la théorie de la guerre biologique.
L'ayatollah Hachem Bathaie Golpayegani a affirmé que « l'Amérique est la source du coronavirus, parce que l'Amérique s'est confrontée à la Chine et s'est rendu compte qu'elle ne pouvait pas la suivre économiquement ou militairement ».
L'ancien président iranien Mahmoud Ahmadinejad a envoyé une lettre aux Nations unies le 9 mars 2020, affirmant « [qu']il est clair pour le monde que la mutation du coronavirus a été produite en laboratoire » et que la Covid-19 est « une nouvelle arme pour établir et / ou maintenir une suprématie politique et économique dans l'arène mondiale ».
Selon une étude du Oxford Internet Institute, les médias contrôlés par l'État iranien ont été très actifs dans la diffusion de théories conspirationnistes suggérant que le virus pourrait provenir d'un bio-laboratoire militaire.

#### Les accusations chinoises
Selon The Economist, basé à Londres, l'Internet chinois regorge de théories du complot selon lesquelles la Covid-19 est une création de la CIA pour tenir la Chine en retrait.
De multiples articles en chinois de l'époque du SRAS ont refait surface durant le déclenchement de l'épidémie avec des détails modifiés, affirmant que les États-Unis utiliseraient le SRAS pour mener une guerre biologique contre la Chine. Certains de ces articles affirment que le Beijing Genomics Institute a vendu des informations génétiques des habitants chinois aux États-Unis, ceux-ci étant alors en mesure de déployer le virus ciblant spécifiquement le génome d'individus chinois.
Le 26 janvier 2020, le site d'information militaire chinois Xilu a publié un article détaillant comment le virus a été créé artificiellement par les États-Unis pour « cibler précisément le peuple chinois ». L'article a été retiré début février.
Certains articles de sites populaires en chinois ont également soupçonné les athlètes militaires américains ayant participé aux Jeux mondiaux militaires d'été 2019 à Wuhan qui ont duré jusqu'à la fin octobre 2019 d'avoir introduit le virus. Ils affirment que l'inattention et les résultats inférieurs à la moyenne des athlètes américains dans les jeux indiqueraient qu'ils auraient pu être là à d'autres fins et qu'ils pourraient être en fait des agents de la guerre biologique. Ces articles ont mentionné que leur lieu de résidence pendant leur séjour à Wuhan était proche du marché de gros de fruits de mer de Huanan où est apparu le premier groupe de cas connu.
En mars 2020, cette théorie du complot a été reprise par la chaîne de télévision contrôlée par l'État CGTN et par Zhao Lijian, porte-parole du ministère des Affaires étrangères de la république populaire de Chine,. Le 13 mars 2020, le gouvernement américain a convoqué l'ambassadeur chinois Cui Tiankai (en) à Washington D.C. au sujet de cette théorie du complot lié au coronavirus.

#### Monde arabe
Selon l'Institut de recherche des médias du Moyen-Orient (MEMRI) basé à Washington D.C., de nombreux écrivains dans la presse arabe ont soutenu la théorie du complot selon laquelle la Covid-19, ainsi que le SRAS et la grippe porcine, ont été délibérément créés et diffusés par les États-Unis afin de vendre des vaccins contre ces maladies, et cela « fait partie d'une guerre économique et psychologique menée par les États-Unis contre la Chine dans le but de l'affaiblir et de la présenter comme un pays arriéré et une source de maladies ».
L'analyste politique irakien Sabah Al-Akili sur Al-Etejah TV, le rédacteur Sa'ud Al-Shehry du quotidien saoudien Al Watan, le chroniqueur Hussein Saqer du quotidien syrien Al-Thawra, et le journaliste égyptien Ahmad Rif'at du site d'information égyptien Vetogate, sont des exemples cités par le MEMRI comme étant des propagateurs dans le monde arabe de la théorie du complot d'une guerre biologique américaine.

#### Philippines
Le président du sénat des Philippines, Tito Sotto, a diffusé une vidéo complotiste sur les armes biologiques lors d'une audience au Sénat en février 2020, suggérant que l'épidémie de coronavirus était une guerre biologique menée contre la Chine par la CIA, Bill Gates et George Soros,,.

#### Venezuela
Elvis Méndez, membre de l'Assemblée constituante, a déclaré que le coronavirus était une « maladie bactériologique créée en 1989, en 1990 » et qu'il s'agissait d'une maladie « inoculée par les Gringos ». Méndez a émis une théorie selon laquelle le virus était une arme contre l'Amérique latine et la Chine et que son but était « de démoraliser et affaiblir afin d'installer leur système ».

### Théories antisémites
Selon un rapport de l'Agence européenne des droits fondamentaux de l'Union européenne (FRA), la pandémie de Covid-19 a « ravivé » les discours antisémites au sein de l'UE - et ailleurs dans le monde.
La télévision iranienne Press TV a affirmé que « des groupes sionistes ont développé une souche mortelle de coronavirus contre l'Iran ». De même, divers médias arabes ont accusé Israël et les États-Unis d'avoir créé et propagé la Covid-19, la grippe aviaire et le SRAS. Les utilisateurs de réseaux sociaux ont proposé diverses théories, notamment l'hypothèse selon laquelle les Juifs auraient fabriqué la Covid-19 pour précipiter l'effondrement d'une bourse mondiale et ainsi profiter de leur position d'initiés tandis qu'un invité sur la télévision turque a présenté un scénario plus ambitieux dans lequel les Juifs et les sionistes avaient créé la Covid-19, la grippe aviaire et la fièvre hémorragique de Crimée-Congo afin de « façonner le monde, accaparer les pays [et] neutraliser la population mondiale ».
Les tentatives israéliennes de développer un vaccin contre la Covid-19 ont suscité des réactions mitigées. Le grand ayatollah Naser Makarem Shirazi a démenti les premières informations selon lesquelles il avait jugé qu'un vaccin fabriqué par les sionistes serait halal et un journaliste de Press TV a tweeté : « je préfère risquer d'avoir le virus plutôt que de prendre un vaccin israélien ». Un chroniqueur du journal turc Yeni Akit a affirmé que ce vaccin pourrait être une ruse pour effectuer une stérilisation de masse.
Une vidéo diffusée sur le réseau social russe VKontakte explique que le coronavirus aurait été mis au point par les Juifs. La vidéo est notamment likée par un candidat du RN.
Dès janvier 2020, le Centre sur l'extrémisme de la Ligue Anti-Diffamation (ADL) remarque que commence à se répandre une rumeur affirmant que le coronavirus a été créé par une secte juive : « Les Juifs ont fabriqué le virus pour profiter de l'effondrement des marchés par le biais de délits d'initiés ». Ce type de propos et mèmes a été diffusé sur des plateformes comme Telegram et Gab, sur les réseaux sociaux comme Facebook, Instagram et Twitter, mais également sur les réseaux de télévision publics, comme en Turquie : « Les Juifs, les sionistes, ont conçu le nouveau coronavirus comme une arme biologique, comme la grippe aviaire… pour soumettre le monde, s'emparer de pays et stériliser la population mondiale », y a-t-on entendu.
Dans un tweet daté du 17 mars 2020, l'actrice Rosanna Arquette suggère qu'Israël avait connaissance du virus et a travaillé à l'élaboration d'un vaccin depuis déjà un an. Le fondateur et président de la société américaine Entrata, homme politique républicain d'Utah, a affirmé dans un courriel que le vaccin contre le coronavirus faisait partie d'un complot fomenté par des Juifs pour exterminer des milliards de personnes
Aux États-Unis, des militants d'extrême droite et des suprémacistes blancs ont appelé sur la messagerie Telegram à transmettre le coronavirus aux Juifs : « Si vous avez le virus, faites un câlin, propagez la grippe, à tous les juifs », en créant le néologisme « holocough », contraction d'Holocauste et de « cough » (« tousser » en anglais).
En Allemagne, le réseau d'associations RIAS relève que, dans les premiers mois de la pandémie, 44 % des incidents antisémites enregistrés étaient « associés au coronavirus ».
La Suisse remarque également que le conspirationnisme antisémitiste est en hausse depuis la pandémie.
Une enquête de l’université d’Oxford montre qu'un Britannique sur cinq pense que les Juifs ont créé le coronavirus pour effondrer l’économie à des fins financières.
Plus coutumiers à crier au « complot juif », Alain Soral et Dieudonné parlent de la pandémie comme d'une «  déclaration de guerre à l’humanité  » par la «  mafia sioniste  »,.
Sur les réseaux sociaux et certains forums français, caricatures antisémites (faisant écho à celles du Moyen Âge), insultes, accusations complotistes, videos, cyberattaques, liste de noms, questions rhétoriques ou messages de haine à l'encontre de personnalités identifiées comme juives se multiplient depuis le début de l'épidémie ; ils visent souvent des supposés « responsables de la crise » comme Agnès Buzyn, Yves Lévy ou Jérôme Salomon,,,. Le président du Réseau Voltaire à Paris insinue sur Facebook que le virus aurait été créé par des Français : « Il va peut-être falloir que toute la clique mouillée dans les petits trafics du laboratoire P4 français de Wuhan s’explique : les Cazeneuve, les Buzyn, les Lévy, les Parly etc. ».

#### Interprétations
Pour l'historien Tal Bruttmann de Conspiraty Watch, « dans une pandémie, il y a tous les ingrédients de l'antisémitisme : dire que les juifs contrôlent le lobby pharmaceutique, qu'il y a un complot mondial et qu'ils sont responsables de l'origine de la maladie, comme pour la peste». « Le mythe du complot juif, notamment, revient régulièrement lors de pandémies parce qu’il offre une explication rationnelle à l’angoisse » et son bouc émissaire « s’incarne régulièrement à travers la figure du juif », observe l’historienne, politologue et directrice de recherche au CNRS, Nonna Mayer.
Selon le microbiologiste, membre de l'OMS et professeur émérite Jean-Pierre Dedet, « la recherche d’un responsable fut une constante des civilisations confrontées à une crise sanitaire », qui le plus souvent désignèrent les immigrants et les Juifs. « On peut comprendre ces réflexes archaïques à une époque où les épidémies étaient des fléaux d’origine mystérieuse… Aujourd’hui, on en connaît les causes et les processus. C’est paradoxal, à une époque où les moyens technologiques et de communication sont au niveau que l’on connaît, que les populations continuent à réagir de manière irrationnelle ». Pour lui, « il y a un défaut de connaissance et de culture scientifique » et « la cacophonie du monde médical » ajoute au malentendu.

### Une opération d'espionnage
Certaines personnes ont prétendu que le coronavirus avait été volé d'un laboratoire de recherche en virologie canadien par des scientifiques chinois. Santé Canada et l'Agence de la santé publique du Canada ont déclaré que cette théorie du complot n'avait « aucune base factuelle ». Ces histoires semblent avoir été dérivées d'un article de presse de juillet 2019 déclarant que certains chercheurs chinois avaient vu révoqué leur accès sécurisé à un établissement canadien de virologie de niveau 4. Cet article a été démenti à la suite d'une enquête de la police fédérale. Les responsables canadiens ont décrit cela comme une question administrative et ont déclaré « [qu']il n'y avait absolument aucun risque pour les citoyens canadiens ». Cet article a été publié par la Société Radio-Canada (SRC). Répondant aux accusations de théories du complot, la SRC a déclaré plus tard qu'elle « n'a jamais prétendu que les deux scientifiques étaient des espions, ou qu'ils avaient apporté quelque version que ce soit de coronavirus du laboratoire de Wuhan ». Bien que des échantillons d'agents pathogènes aient été transférés le 31 mars 2019 du laboratoire de Winnipeg, au Canada, à Pékin, en Chine, aucun des échantillons n'était un coronavirus, l'Agence de la santé publique du Canada a dit que l'envoi était conforme à toutes les réglementations fédérales, et il n'y avait aucune déclaration selon laquelle les chercheurs incriminés étaient responsables de l'envoi. La localisation actuelle des chercheurs, faisant l'objet d'une enquête par la Gendarmerie royale du Canada, n'a pas été dévoilée,,. Au milieu de l'épidémie de coronavirus, un chercheur principal associé et expert en guerre biologique au Centre Begin-Sadat d'études stratégiques (en), se référant à une conférence de presse de l'OTAN, a identifié que des suspicions d'espionnage étaient la raison des expulsions du laboratoire, mais ne prétend nullement que le coronavirus ait été prélevé au laboratoire canadien ou qu'il soit le résultat de recherches sur la défense contre les armes biologiques en Chine.

### Régime de contrôle de la population
Jordan Sather, un youtubeur complotiste soutenant la théorie du complot d'extrême droite QAnon et le mouvement anti-vax, a prétendu que l'épidémie était un programme de contrôle de la population créé par le Pirbright Institute en Angleterre et par le co-créateur de Microsoft, Bill Gates,.

### Une opération contre les pédophiles
Comme la théorie du régime de contrôle de la population (voir ci-dessus), QAnon a affirmé que la pandémie avait été « planifiée par le président Donald Trump » pour procéder à une « arrestation massive de pédophiles, de politiciens, d'acteurs hollywoodiens et de personnes telles que Hillary Clinton, Tom Hanks et James Comey. » Ils disent que le confinement a pour but « d'assurer la sécurité des enfants ».

### Affirmations que le coronavirus n'est pas nouveau
Des théories affirment que les désinfectants en spray de marque Lysol sont la preuve que les gouvernements connaissaient le coronavirus bien avant l'épidémie, car ils prétendent être efficaces contre le « coronavirus humain ». Selon cette théorie, un tel étiquetage était présent sur les boîtes de désinfectant en spray Lysol depuis le début des années 1960. Par conséquent, les gouvernements connaissaient secrètement le coronavirus depuis cette époque. Reckitt Benckiser, le propriétaire de la marque Lysol, a répondu en déclarant que les coronavirus sont une famille de virus et que leurs produits n'ont pas encore été testés contre la souche actuelle du coronavirus (SARS-CoV-2).

### Synthèse du virus en laboratoire
Alors que l'hypothèse d'un virus échappé d'un laboratoire reste discutée, des versions extrêmes de cette théorie circulent depuis le début de la crise, selon laquelle le virus a été intentionnellement synthétisé dans un laboratoire à des fins de nuisance. Cette théorie et ses avatars sont très populaires,,,,,,. Si des sondages suggèrent que l'idée que le virus ait été créé en laboratoire serait une « obsession [pour] un quart des Français », il est difficile de distinguer la part de ceux qui jugent simplement plausible l'hypothèse d'une fuite de laboratoire de la part des personnes convaincues que le virus a été synthétisé à des fins malveillantes.
La suppression, par l'Institut de Virologie de Wuhan, de bases de données sur les virus de chauve-souris, ainsi que des conflits d’intérêt existants au sein des commissions (Lancet et OMS) mises en place pour enquêter sur l’origine de SARS-CoV-2, ou encore les réticences de la Chine à collaborer avec les enquêteurs, contribuent à alimenter les suspicions[réf. nécessaire]. Des échanges de mails entre experts mondiaux et des comités d'experts se refusent à dire explicitement qu'il s'agit d'un virus naturel. Des documents sur le projet Defuse indiquent d'ailleurs que des scientifiques travaillaient non seulement à récolter des données sur les virus Sars-Cov-2 mais aussi à les manipuler pour qu'il soit plus facilement intégrés par l'humain, ceci un an et demi avant la pandémie.

#### Publications détournées
Une analyse publiée dans Nature Medicine en mars 2020 explique que le scénario de fabrication en laboratoire est peu plausible : « toutes les caractéristiques notables du SARS-CoV-2 [ont été observées] dans les coronavirus apparentés dans la nature ». Toutes, sauf la structure virale dite de clivage de furine, qui n’a jamais été observée dans cette famille de coronavirus. Cet article de Nature Medecine fait l'objet d'une enquête parlementaire à partir de 2022.
Plusieurs publications complotistes indiquent que le virus serait d'origine humaine (notamment créé par l'Institut Pasteur), tant par son code génétique que par des preuves industrielles, telles qu'un dépôt de brevet sous le numéro EP1694829B1. Or il a été prouvé scientifiquement que le virus n'est pas artificiel et n'a jamais fait l'objet d'un brevet ; le brevet EP1694829B1 montré dans les publications étant liées au SRAS de 2002-2004,,. Le tribunal correctionnel de Senlis a condamné, le 2 novembre 2020, pour diffamation publique envers l’Institut Pasteur, l’auteur d’une vidéo mensongère postée le 17 mars 2020, prétendant que l’Institut Pasteur aurait inventé la Covid-19. Des informations sur une potentielle invention du virus par les États-Unis ont également circulé.
Un article du Parisien datant du 5 mai 2013, titré Un virus inquiétant créé en Chine, est réutilisé dans une publication complotiste visant à faire croire que le virus a été créé en laboratoire. Or il ne s'agit ni de la même famille de virus, ni du même laboratoire.

#### Fabrication sur la base du virus du Sida

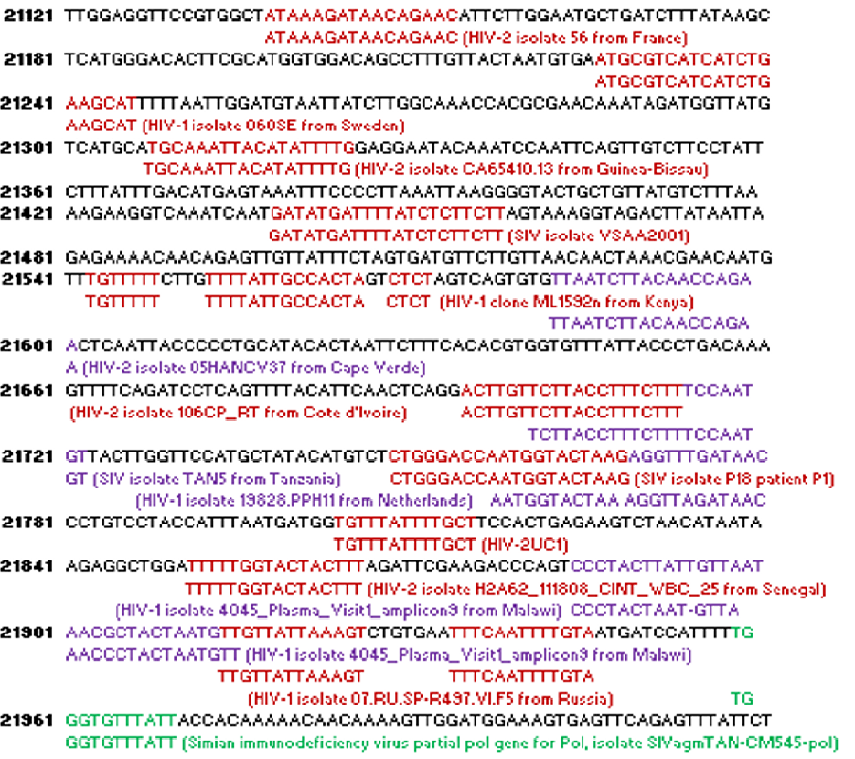
Les 12 séquences de VIH concentrées entre les nucléotides 21120 et 22000 du SARS-CoV-2, suggérées par le Pr Luc Montagnier.

Fin janvier 2020, une étude est publiée sur un site de prépublications (et non dans une revue scientifique) par des chercheurs de l'Indian Institute of Technology de New Delhi. Elle évoque « une similarité étrange », « qui a peu de chances d'être fortuite », pour 4 séquences d’acides aminés d'une protéine du virus SARS-CoV-2 et celles du virus VIH-1,.
Le Pr Luc Montagnier, co-découvreur du VIH régulièrement mis en cause pour des déclarations pseudo-scientifiques ou jugées farfelues, suggère qu'entre les nucléotides 21 120 et 22 000 du SARS-Cov-2, il existe un assemblage non pas de 4 mais d’au moins 12 différents fragments du virus VIH-1, VIH-2 et SIV datant de différentes époques. Les nucléotides compris entre 21 120 et 22 000 concernent le NTD de la protéine S du SARS-CoV-2. Le NTD contient des récepteurs permettant de se lier à des globules blancs,. Luc Montagnier émet l'hypothèse selon laquelle le SARS-CoV-2 serait issu d'une manipulation génétique ayant adjoint des morceaux de génome du VIH. La communauté scientifique reste circonspecte. Les 12 séquences identifiées par le Pr Luc Montagnier sont très courtes, de l’ordre de 25 nucléotides chacune.
Cette hypothèse est jugée hautement improbable,,. Après analyse de chercheurs du CNRS, les 4 séquences identifiées par l'étude indienne se révèlent trop courtes pour être significatives. Les 12 séquences suggérées par le Pr Montagnier n'ont toutefois pas fait l'objet de l'étude du CNRS. Pour plus de détails, consulter l'article « Retrouver les origines du SARS-CoV-2 dans les phylogénies de coronavirus » paru dans la revue Médecine/Sciences, et signé par Erwan Sallard (ENS-Paris), José Halloy (CNRS, LIED UMR 8236), Didier Casane (CNRS/IRD, UMR Évolution, Génomes, Comportement et Écologie), Jacques van Helden (CNRS, Institut Français de Bioinformatique), et Étienne Decroly (CNRS, Aix-Marseille Univ, UMR 7257).
Sans pour autant qu'il y ait un lien de causalité, il a été constaté que le SARS-CoV-2 est le seul coronavirus capable de se répliquer dans les lymphocytes,, une similarité partagée avec le VIH. Néanmoins, les lymphocytes sont un site de réplication très secondaire du SARS-CoV-2 et le SARS-CoV-2 ne provoque pas de virémie, autrement dit ne circule pas dans le sang, contrairement au VIH.

### Prédictions de la pandémie
Les écrits de Nostradamus ne contiennent pas de prédiction de la pandémie.
Bill Gates n'avait pas non plus prévu cette pandémie. En octobre 2019, une collaboration a bien eu lieu entre le Forum économique mondial et la Fondation Bill-et-Melinda-Gates pour mettre en place au sein du centre pour la sécurité sanitaire de l’école de santé publique Bloomberg de l’Université Johns Hopkins une simulation d'une possible pandémie. L'objectif était d'étudier les effets d'une pandémie, sachant que plusieurs épidémies liées à des coronavirus ont déjà eu lieu par le passé (SRAS en 2002-2004, MERS en 2012).

### Confinement planifiés par les autorités
Le 16 novembre 2020, une fake news annonçant un troisième confinement déjà décidé par le gouvernement français commence à se propager. Elle vient d'un document "officiel" partagé sur Facebook et Twitter,,.
À l’origine de ce canular, un internaute du nom de G Milgram qui a réalisé une vidéo pour expliquer avoir créé le document pour voir à quel point il deviendrait viral.

## Désinformation sur l'étendue de l'épidémie en Chine

### La dénonciation d'une infirmière
Le 24 janvier 2020, une vidéo a circulé en ligne, semblant être celle d'une infirmière nommée Jin Hui dans le Hubei. Elle décrit une situation encore pire que celle rapportée par les autorités chinoises. La vidéo affirme que 90 000 personnes ont été infectées par le virus en Chine, le virus peut se répandre d'une personne à quatorze individus, et que le virus a commencé une seconde mutation. Cette vidéo a attiré des millions de vues sur différentes plateformes de réseaux sociaux, et a été mentionnée dans de nombreux rapports en ligne. Cependant, la BBC a relevé que contrairement à ce qu'affirment les sous-titres de l'une des versions en ligne de la vidéo, cette femme ne se dit ni infirmière ni médecin, et sa combinaison et son masque ne correspondent pas à ceux que porte le personnel médical dans le Hubei. L'affirmation de 90 000 cas d'infections de la vidéo a été décrite comme dénuée de fondement,.

### La fuite sur le nombre de morts
Le 25 février, le quotidien Taiwan News a publié un article affirmant que Tencent avait accidentellement divulgué le nombre réel de décès et d'infections en Chine. Taiwan News a dit que le Tencent Epidemic Situation Tracker avait montré que les cas d'infections et de décès étaient bien supérieurs à ceux des chiffres officiels, citant un poste sur Facebook de Hiroki Lo, un internaute anonyme taïwanais de 38 ans, propriétaire d'un magasin de boissons. L'article qui a été référencé par d'autres médias tels que le Daily Mail et largement diffusé sur Twitter, Facebook, 4chan, a déclenché une série de théories du complot selon lesquelles la capture d'écran indique le véritable nombre de morts contrairement à celles publiées par les autorités sanitaires. Justin Lessler, professeur agrégé à la Bloomberg School of Public Health, affirme que les chiffres de la « fuite » présumée sont déraisonnables et irréalistes, mentionnant un taux de létalité beaucoup plus bas que les « informations divulguées ». Un porte-parole de Tencent a répondu à l'article de presse, affirmant que la capture d'écran était falsifiée et qu'elle contenait « de fausses informations que nous n'avons jamais publiées ».
Keoni Everington, auteur de l'article de presse original, a défendu et affirmé l'authenticité de la fuite. Brian Hioe et Lars Wooster de New Bloom Magazine ont discrédité la théorie à partir de données sur d'autres sites Web qui utilisaient la base de données de Tencent pour générer des visualisations personnalisées, tout en ne montrant aucun des chiffres excessifs apparaissant dans les images produites par Taiwan News. Ainsi, ils ont conclu que la capture d'écran avait été produite numériquement.

### Désinformation contre Taïwan
Le 26 février 2020, la Central News Agency taïwanaise a rapporté qu'un nombre important de désinformations sont apparues sur Facebook, prétendant que la pandémie à Taïwan était hors de contrôle ; que le gouvernement taïwanais avait dissimulé le nombre total de cas ; et que la présidente Tsai Ing-wen avait été infectée. L'organisation taïwanaise de vérification des faits a évoqué que la désinformation sur Facebook était en rapport avec la Chine continentale en raison de l'utilisation des caractères chinois simplifiés et d’un vocabulaire propre à celle-ci. Cette organisation alerte sur le fait que le but de cette désinformation est d’attaquer le gouvernement,,.
En mars 2020, le Bureau d'investigation du ministère de la Justice de Taïwan a averti que la Chine continentale était en train d’essayer de saper la confiance dans les informations factuelles en présentant les rapports du gouvernement taïwanais comme des fake news. Les autorités taïwanaises ont enquêté pour savoir si ces messages sont en lien avec des instructions données par le Parti communiste chinois. Le Bureau des affaires taïwanaises de la RPC a réfuté ces allégations en les traitant de mensonges et a dit que le Parti démocrate progressiste de Taïwan « incitait à la haine » entre les deux rives.

### Détournement d'une carte du World Population Project
Début février, une carte vieille de plus de dix ans illustrant les routes des transports aériens dans le monde est publiée par un des chercheurs participant au World Population Project (un programme de l'université de Southampton) alors qu'ils cherchent à prédire où des voyageurs originaires de Wuhan pouvaient s'être disséminés. La carte, qui n'a rien à voir avec la propagation du Covid-19, est reprise par plusieurs médias australiens (et sur les versions online de journaux britanniques comme The Sun, Daily Mail et Metro) qui ont erronément présenté cette carte comme une prédiction de la propagation du coronavirus en 2020. La BBC a rapporté qu'il en restait encore des traces sur Internet.

## Désinformation médicale

### Turbo cancer
Apparue après les campagnes de vaccination, cette rumeur impute le développement rapide de cancers (surnommés Turbo cancer (en)) chez des personnes vaccinées. Plusieurs médias publient des articles de démentis à ce sujet,,. En france le "turbo cancer" est propagé par Alexandra Henrion-Caude.

### Préexistence du vaccin
Il a été rapporté que de nombreux messages sur les réseaux sociaux ont soutenu une théorie du complot selon laquelle le virus était connu et qu’un vaccin était déjà disponible. PolitiFact et FactCheck.org ont souligné qu’il n’y avait pas de vaccin actuellement contre la Covid-19. Les brevets cités par divers messages dans les médias sociaux faisaient référence à des brevets déjà existants concernant des séquences génétiques et des vaccins pour d’autres souches de coronavirus comme le coronavirus du SRAS,. L’OMS a rapporté à partir du 5 février 2020 que parmi les nouvelles de « percées » dans les médicaments qui ont été découverts pour traiter les personnes infectées par le virus, il n’y avait pas de traitement efficace connu, les antibiotiques et les remèdes aux plantes inclus ne sont pas efficaces.
Une coopération internationale envisage le test du vaccin BCG, utilisé habituellement contre la tuberculose, uniquement sur du personnel soignant volontaire,.
Une publication affirme que la Fondation Bill-et-Melinda-Gates aurait découvert un vaccin, mais que le chercheur français Didier Raoult aurait invité les Africains « à ne pas prendre le vaccin de Bill Gates pour lutter contre le coronavirus » car il contiendrait « du poison ». Un porte-parole du centre de recherche que dirige Didier Raoult a par la suite démenti cette citation et celles qui lui sont attribuées à ce sujet,. La Fondation Bill-et-Melinda-Gates participe au financement de vaccins, mais n'en développe aucun.
Le premier vaccin efficace contre la Covid-19 est annoncé par Pfizer le 9 novembre 2020.

### Effet curatif de la cocaïne
Plusieurs tweets devenus viraux, prétendant que sniffer de la cocaïne pourrait stériliser les narines du coronavirus, se sont répandus en Europe et en Afrique. En réponse, le ministère de la Santé français a fait une déclaration publique discréditant ces allégations, tout comme l’a fait l’Organisation mondiale de la santé,.

### Résistance africaine
À partir du 11 février, des informations, rapidement relayées par Facebook, prétendent qu’un étudiant camerounais en Chine a été guéri complètement du virus en raison de ses gènes africains. Alors qu’un étudiant avait réussi à être traité, d’autres sources médiatiques ont souligné qu’il n’y a pas de preuves que les Africains soient plus résistants au virus, et dénoncé ces allégations comme des « fake news ». Le ministre de la santé kényan Mutahi Kagwe (en) a explicitement réfuté les rumeurs selon lesquelles « ceux à la peau noire ne pouvaient attraper le coronavirus », alors qu’il annonçait le premier cas au Kenya le 13 mars 2020.

### Liens entre coronavirus et déploiement des réseaux 5G
En février 2020, la BBC rapporte que des groupes de théoriciens du complot sur les réseaux sociaux ont prétendu qu’il y a un lien entre le coronavirus et les réseaux de 5G mobile, affirmant que la propagation à Wuhan et sur le Diamond Princess étaient directement causés par des champs électro-magnétiques et par l’introduction de la 5G et des technologies sans fil. Certains prétendant même que la propagation du coronavirus dissimule une maladie relative à la 5G.
En mars 2020, Thomas Cowan praticien de médecine alternative qui se réfère à l'occultiste autrichien Rudolf Steiner et aux préceptes pseudo-scientifiques de l'anthroposophie, prétend — en s'appuyant notamment sur la base de thèses controversées promues par Arthur Firstenberg (en) — que la Covid-19 est causée par la 5G, arguant que les pays africains ne sont pas touchés significativement par la pandémie, et que l’Afrique n’est pas une région où la 5G est déployée,. Cowan laisse également entendre que les virus seraient des déchets émanant de cellules empoisonnées par les champs magnétiques, et que les pandémies virales coïncident historiquement avec le développement de la technologie de la transmission radio. La vidéo de cette thèse est devenue virale,. Ces allégations et cette vidéo, soutenues par la chanteuse Keri Hilson, sont vivement décriées dans les médias et réfutées,,,,,,, notamment par le directeur général de l’American Public Health Association (en) en la personne de Georges C. Benjamin,, ou encore le Dr Simon Clarke, professeur de microbiologie cellulaire à l'université de Reading.
Plusieurs antennes 5G ont été incendiées au Royaume-Uni, où cette théorie du complot est populaire, ainsi qu'aux Pays-Bas.
Une désinformation circule en France concernant le fait que le gouvernement ait profité de la crise sanitaire pour permettre un déploiement massif de la 5G. Si le décret donne la possibilité aux opérateurs de modifier leurs installations afin de faire face à la montée en charge, il ne permet ni l'installation de la 5G, ni l'installation de nouvelles antennes. Du fait de la crise sanitaire, l'attribution des fréquences 5G est reportée sine die en France.

### Transmission du virus par les animaux
De fausses informations ont laissé croire que certaines espèces d'animaux domestiques étaient, ou n'étaient pas, sujettes à la maladie du Covid-19.
Des centaines d'animaux domestiques en Chine et ailleurs ont été abandonnés à cause de la croyance fausse que les animaux domestiques communs comme les chiens et les chats pouvaient être infectés et propager la maladie,,. Il y a peu d'éléments probants que les chiens puissent propager le virus, cependant, ils peuvent être contaminés par le virus,,,,. En France, les animaux abandonnés qui viennent des fourrières sont en temps normal envoyés à la société protectrice des animaux (SPA), mais si celle-ci est saturée, les fourrières vont donc euthanasier les animaux abandonnés.
Les principaux animaux qui peuvent être contaminés au Covid-19 sont les felidae c'est-à-dire des félins comme le chat ou le tigre :
- la maladie peut se transmettre de l'homme au chat et du chat au chat[185] ; à la mi-avril 2020, il n'existe pas d'indice d'une transmission possible du chat vers l'humain[183] ;
- le tigre et le lion peuvent également être porteurs[183],[186].

En fin du premier confinement à Wuhan, 15 chats testés sur 102 étaient positifs. Cela ne signifie pas, comme certains journaux ont pu l'écrire, que « 15 % des chats de Wuhan sont positifs au Covid-19 », l'échantillon n'étant pas nécessairement représentatif de l'ensemble de la population de chats de Wuhan.
Le furet, bien que n'étant pas un félin, peut aussi être porteur.
Les chiens, les poules, les cochons et les canards ne sont actuellement pas considérés être des vecteurs de la maladie,.
La transmission par les moustiques est, jusqu'à preuve du contraire, impossible,.

### Croyances erronées sur la façon de tuer le virus, de prévenir l'infection ou d'effectuer des auto-tests
Des messages faussement scientifiques circulent largement sur les réseaux sociaux et prétendent que les aliments, boissons et autres habitudes listés ci-dessous seraient efficaces contre le coronavirus :
- consommer du gingembre bouilli avec un estomac vide[191] ;
- boire du citron avec de l'eau pourrait être prévenir du coronavirus et du cancer, en augmentant les niveaux de vitamine C[192],[156] ;
- boire du thé au fenouil ou du jus de cerise[156], ou manger de l'ail[190], de l'ase fétide, de la chirette verte (sur Facebook en Thaïlande), ou du foie de bœuf, serait souverain (lu sur des groupes Facebook en Algérie, au Brésil et en France)[156] ;
- boire de l'eau toutes les 15 minutes[193] ;
- boire de l'eau de Javel, de l'argent colloïdal ou du méthanol (en Iran)[194] ;
- retenir son souffle pendant 10 secondes serait un test à faire soi-même efficace pour le coronavirus[195] ;
- la quinine qui est un alcaloïde naturel antipyrétique, antalgique et surtout, antipaludique (supplantée par ses dérivés quinacrine, chloroquine, et primaquine) préserverait du coronavirus. La consommation de boissons gazeuses à base de quinine comme le Schweppes Indian Tonic a ainsi considérablement augmenté depuis le début de la pandémie ;
- une ancienne boisson du Sri Lanka pourrait prémunir du coronavirus[196] ;
- se laver à l'huile de sésame, à l'alcool ou au chlore ; se désinfecter le nez ou la gorge avec une solution saline[189],[190] ;
- les rayons ultraviolets (dont celui venant des lampes à UV[194],[190]), le chlore et l'exposition à de hautes températures (supérieures à 56 °C — incluant l'utilisation de saunas et sèche-cheveux[197] ou sèche-mains[190]) pourraient être utilisés sur les humains pour tuer le coronavirus[198] ;
- se laver avec de l'urine d'enfant ne désinfecte pas ni ne tue le virus[190] ;
- se raser n'est pas un moyen d'éviter la contamination[199].

Toutes ces allégations ont été démenties. Par exemple, il n'a jamais été prouvé que le gingembre soigne quelque maladie virale que ce soit, et la vitamine C n'a pas prouvé son efficacité contre le coronavirus.

### Médicaments
Plusieurs informations ont circulé sur les réseaux sociaux concernant certains médicaments potentiellement dangereux. En cas de doute sur la poursuite d'un traitement médical, seul l'avis d'un médecin compte.
L'automédication à la chloroquine a provoqué un décès à la suite de l'ingurgitation de produit de nettoyage d'aquarium contenant du phosphate de chloroquine. Là où les autorités médicales l'autorisent, l'utilisation de chloroquine n'est possible qu'à l'hôpital.
Le gel hydro-alcoolique ne provoque pas le cancer.

### Transmission par les aliments
Plusieurs désinformations portant sur des marques de nourriture dont les produits seraient infectés par le coronavirus circulent. Or selon l'Agence canadienne d'inspection des aliments, le coronavirus ne se propage pas sur la nourriture, et ces fermetures sont dues au personnel malade ou ne venant pas travailler.
Par ailleurs, il n'est pas conseillé de laisser les courses dans sa voiture ou à l'extérieur (risque de rupture de la chaîne du froid), ou de nettoyer ses courses à l’eau de Javel diluée ou un autre produit non destiné à entrer en contact avec les aliments (risque d’intoxication),. En l'état des connaissances, retirer les emballages en rentrant des courses, ainsi que laver les aliments, ses mains et les surfaces de travail avant de cuisiner suffit,. Le vinaigre blanc, contrairement aux croyances établies, n'est pas efficace contre les virus.

### Tests rapides de diagnostic vendus en ligne
Plusieurs entreprises font de la publicité en ligne pour des tests à faire chez soi. Ces tests se présentent sous la forme d'un prélèvement de sang placé sur un petit appareil de test à usage unique. Après plusieurs minutes, le test montre si certains anticorps sont présents, permettant, d'après leurs promoteurs, de savoir si la personne testée est porteuse, infectée ou saine.
Certains tests sont fabriqués en Chine, certains dans des usines accréditées par les autorités sanitaires chinoises, d'autres dans des usines non homologuées. Dans tous les cas, la fiabilité des tests n'est pas de 100 %, et ce test ne se substitue pas à un examen clinique.
L'utilisation de ces tests n'est donc pas recommandée. Au moment où le test est effectué, une personne peut être infectée, mais ne pas avoir développé de réponse immunitaire (porteur sain), ce qui fausse le résultat du test. Par ailleurs, en Allemagne, de tels tests ont été pointés du doigt pour réagir à d'autres coronavirus inoffensifs pour lesquels les patients sont déjà immunisés et donc déjà porteurs d'anticorps, générant des faux positifs.
En Belgique, afin d'éviter les mauvaises interprétations de résultats négatifs (porteurs sains non détectés), l'Agence fédérale des médicaments et produits de santé (AFMPS) a interdit l'importation et la commercialisation de tels tests pour une durée de 6 mois,.

### Vaccin contre la grippe
D'après l'AFP, en octobre 2020, de fausses informations partagées sur les réseaux sociaux affirment que le vaccin contre la grippe augmente de 36 % les risques d'attraper la Covid-19, selon une étude prétendument « réalisée au sein de l’armée américaine ». « L'étude, qui émane d'un service dépendant du ministère américain de la Défense, a été publiée en janvier 2020 dans la revue médicale Vaccine et se penchait sur l'éventualité d'être ou non plus susceptible de contracter d'autres virus (dont des coronavirus saisonniers) que la grippe lorsqu'on a été vacciné contre la grippe. Elle portait sur du personnel militaire pendant la grippe saisonnière de l'hiver 2017-2018, soit bien avant l'apparition, fin 2019, du Sars-Cov-2 ».
Selon le journal Le Monde, citant la même désinformation, un article publié le 27 septembre 2020 sur la plate-forme participative AgoraVox affirme qu’un « collectif interprofessionnel de soignants belges » a lancé une action en référé devant le tribunal de Bruxelles pour dénoncer « la recommandation officielle surréaliste d’une vaccination massive contre la grippe saisonnière », propos repris par la virologue Judy Mikovits, connue pour son opposition à la vaccination.

### Interprétation erronée des déclarations spontanées des effets secondaires des vaccins
Il s'agit d'évènements déclarés en lien temporel avec la vaccination, ce qui ne signifie pas qu’ils ont été causés par le vaccin. Ces informations de bases de données gouvernementales sont reprises pour affirmer que les vaccins sont dangereux alors qu'aucun lien de causalité n'est établi (2021).
En France la rumeur refait surface en 2022 et en 2023.

### Transfusion, don de sperme de personnes vaccinées
Des théories se développent incitant des personnes à refuser les transfusions sanguines en provenance de donneurs vaccinés. Certaines personnes profitent de ces rumeurs pour proposer du sang de personnes non vaccinées. Ces théories concernent également le don de sperme. En Nouvelle-Zélande, la justice a dû retirer la garde d'un bébé de six mois à une famille qui refusait une transfusion sanguine nécessaire pour une opération chirurgicale destinée à lui sauver la vie. Cette décision ne concerne toutefois que les soins médicaux, l'autorité parentale n'étant pas retirée pour les autres questions.

## Désinformation liée aux systèmes et aux autorités

### Informatique et tentatives de fraude par courriel
L'OMS a mis en garde contre les escroqueries dont des auteurs se font passer pour des représentants de l'OMS en cherchant à obtenir des informations personnelles auprès des victimes par courriel ou par téléphone.
La société de cybersécurité Check Point a déclaré qu'il y a eu une forte augmentation des attaques d'hameçonnage (phishing) pour inciter les victimes à installer sans le savoir un virus informatique sous le couvert de courriels, sur le thème du coronavirus, contenant des pièces jointes. Les cybercriminels utilisent des domaines trompeurs tels que « cdc-gov.org » au lieu de l’authentique « cdc.gov », ou même usurpent le domaine d'origine pour qu'il ressemble à des sites Web spécifiques. Plus de 4 000 domaines liés au coronavirus ont été enregistrés.
Certains sites Web frauduleux tentent de placer un virus informatique sur les ordinateurs de leurs visiteurs. C'est le cas avec des hyperliens prétendant diriger vers la carte du coronavirus de l'Université Johns-Hopkins, mais qui pointent en fait vers un faux site qui propage des logiciels malveillants. Ces sites imitent souvent des sites connus, et le Centre de la sécurité des télécommunications Canadien a ainsi fait fermer plusieurs copies frauduleuses de sites gouvernementaux.
Des applications pour téléphones Android, non présentes sur le dépôt logiciel officiel de l'application, prennent en otage le téléphone des personnes.
Des courriels menaçant d’infecter le destinataire et ses proches sont envoyés par des personnes malveillantes. Ces personnes exigent une forte somme d'argent pour ne pas mettre leur menace à exécution. Il s'agit de la réexploitation d'un stratagème connu, consistant à faire croire que des informations compromettantes vont être divulguées, appliqué ici à la peur de la contamination. Des cas d'hameçonnage liés au coronavirus ont également été rapportés par la Gendarmerie royale du Canada.
Le 16 avril 2020, Google indique que 18 % des courriels d'hameçonnage passant par les serveurs de sa messagerie Gmail concernent directement la pandémie. S'ajoutent à ces 18 millions de messages 240 millions de messages de type spam liés à la pandémie,.
En France, certains messages indiquent que leur destinataire est éligible à 5 000 euros d'aide publique, ou à 100 euros par jour. Il s'agit d'arnaques, tout comme les bons d'achats exceptionnels provenant prétendument de supermarchés ou, aux États-Unis, les offres de repas gratuits dans des chaînes de restauration envoyées aux fonctionnaires.

### Réutilisation de canulars et fausses informations déjà publiées
Plusieurs publications présentées comme étant liées au coronavirus sont en réalité des republications de fausses informations déjà diffusées et éventuellement changées pour correspondre à la pandémie.
Les accusations de cannibalisme envers les Chinois sont en réalité des images d'une performance[Quoi ?] artistique datant des années 2000.
La vidéo où le maire de Georgetown s'absente d'une réunion pour aller aux toilettes en oubliant de couper son micro cravate date de 2015. Elle a été retravaillée pour changer la bande son : au lieu d'uriner dans la vidéo initiale, la version de 2020 le présente comme étant en train de déféquer. Dans la version de 2020, les commentaires d'une conseillère ont été montés pour laisser à penser que la vidéo est liée au coronavirus. La seconde vie de cette vidéo, plus virale que la première, est sans doute liée à sa diffusion sur Twitter par Donald Trump.
Un moyen de transmission caractéristique des rumeurs et fausses informations est de dire que l'on a reçu l'information « de source sûre », par exemple d'un proche connaissant une autre personne informée, ou des informations relayées diffusées « au cas où ». De nombreux messages relayés sur les réseaux sociaux ou WhatsApp, liées à la pandémie ou aux efforts pour la contrer (voire d'autres sujets), sont ainsi partagés avec ces attestations de crédibilité alors qu'il s'avèrent être faux.

### Fermeture de villes et régions géographiques
Plusieurs rumeurs circulent indiquant que des villes, telles que New York, ou de provinces, telles que le Québec, seront entièrement fermées, ce qui est faux,. En France, de nombreuses images de convois militaires ont été sorties de leur contexte pour faire croire à un déploiement de l'armée, déploiement qui n'est ni prévu, ni préparé.

### Urgences hospitalières vides
Le mot-clic #FilmYourHospital rassemble des vidéos ou des témoignages montrant des services d'urgence vides en France, en Allemagne ou aux États-Unis. La même observation a également été faite au Canada, où le fait que les urgences soient vides prouverait qu'il n'y a pas de pandémie, alors que c'est signe que « le système de santé s'est bien préparé et que les gens respectent les consignes de distanciation sociale ».
En France comme en Allemagne, les opérations non-urgentes et les visites sont interdites, ce qui fait que les lieux de passage et d'attente sont déserts. En outre, tous les services de réanimation ne sont pas surchargés et donc des lits sont disponibles.
Aux États-Unis, à Los Angeles, une vidéo montrant un hôpital vide a été tournée sur le site d'un hôpital ayant fait faillite. En Allemagne, Billy Six, militant d'extrême droite a filmé le mauvais bâtiment d'un hôpital, en le faisant passer pour un lieu où se concentre l'activité alors qu'il était vide, ou en se filmant devant un bâtiment où sont traités des malades du Covid-19 mais en affirmant qu'aucun malade n'était traité là.

## Désinformation par pays et secteurs géographiques

### Afrique de l'Ouest
De nombreuses publications circulent en Afrique de l'Ouest sur le fait que l'Europe, le président français Emmanuel Macron, l'OMS ou le secrétaire général de l'ONU António Guterres, chercheraient à tester le vaccin en Afrique. Il s'agirait, d'après les publications de « vaccins « empoisonnés » […], « un piège » des Occidentaux qui chercheraient à inoculer la maladie aux Africains » jusqu'ici plutôt épargnés. L’agence France-Presse a démenti l'ensemble de ces rumeurs. Cette rumeur a pour origine les propos polémiques de Jean-Paul Mira, chef du département de réanimation de l’hôpital Cochin à Paris, qui proposait de tester un futur vaccin en Afrique. Concernant le test d'un vaccin, la possibilité de tester le vaccin BCG contre la tuberculose sur le personnel soignant volontaire est envisagée dans le cadre d'une coopération internationale, incluant des centres médicaux en Afrique.

### Arabie saoudite
Des internautes pro-saoudiens mènent sur les réseaux sociaux une campagne de propagande contre le Qatar. Au mois de mars, le Qatar a ainsi été accusé d’avoir financé la propagation de l’épidémie, pour nuire à Vision 2030, le plan de réformes du prince héritier saoudien Mohammed ben Salmane.

### Belgique
En Belgique, le service d'envoi des colis vers la Chine est « suspendu depuis le 15 février 2020 par Bpost » non pas à cause de la contamination, mais du fait de l'absence presque totale de vols vers la Chine. L'Organisation mondiale de la santé indique que le virus ne se transmet pas par les lettres et les colis.
Un message vocal circule sur les réseaux sociaux depuis le 15 mars. Il émanerait d'une infirmière des cliniques universitaires Saint-Luc, et indique qu'un plan d'urgence liée aux catastrophes a été mis en place et que de nombreux décès ont été cachés. Au moment de la publication d'un communiqué démentant ces informations, le plan auquel la prétendue infirmière fait référence (en se trompant dans la prononciation) n'existe plus depuis trois ans et aucun cas de décès liés au coronavirus n'avait été répertorié à Saint-Luc. Les cliniques ont porté plainte.
La quantité de chlore n'a pas été augmentée dans l'eau potable distribuée à Bruxelles-Capitale, contrairement à ce que plusieurs publications sur les médias sociaux laissent entendre début avril. Cette rumeur serait peut-être liée au fait que certaines villes françaises ont augmenté le taux de chlore dans leur circuit d'eau potable.

### Brésil
Au Brésil, une vidéo a été largement partagée affirmant que le vinaigre était plus efficace qu'un désinfectant pour les mains contre le coronavirus. Cela a été réfuté, car « il n'y a aucune preuve que l'acide acétique soit efficace contre le virus » et, même s'il y en avait, « sa concentration dans le vinaigre domestique ordinaire est faible ».
On prétendait, dans des messages diffusés au Brésil, que le Cheirinho-da-loló (pt) un médicament à base d'éther et de chloroforme, pourrait guérir la maladie. D'autres prétendus remèdes, cités les messages diffusés au Brésil, étaient le thé à l'avocat et à la menthe, le whisky chaud avec le miel, les huiles essentielles, les vitamines C et D, thé au fenouil (prétendument similaire au médicament Tamiflu, selon un faux e-mail attribué à un directeur d'hôpital) et la cocaïne.

### Burkina Faso
Avant les premiers cas officiellement recensés, de nombreux faux signalements de cas ont circulé au Burkina Faso, ciblant principalement des ressortissants chinois,.

### Canada
Un faux avis de rappel de produit émanant de Costco a circulé sur les réseaux sociaux, prétendant que du papier hygiénique de marque Kirkland avait été contaminé par Covid-19 [sic] en raison de la fabrication de l'article en Chine. Rien ne prouve que le SARS-CoV-2 peut survivre pendant des périodes prolongées (comme ce qui pourrait se produire pendant le transport) sur des surfaces, et Costco n'a pas émis un tel rappel,,. De la même manière, une fausse information est diffusée concernant la viande Olymel.
À partir du 16 mars, des messages angoissants circulent par messageries instantanées, indiquant que le Québec sera placé sous confinement général, et incitant les personnes à faire des réserves de nourriture. Au 24 mars, le confinement n'avait pas été appliqué, les déplacements restant possible dans la limite du raisonnable,. Une vidéo est présentée comme le déploiement de l'armée à Montréal, alors qu'il s'agit d'une vidéo de véhicules militaires rentrant à leur cantonnement après l'annulation d'un exercice.
Plusieurs fausses informations circulent, présentant entre autres :
- le fait que les urgences soient vides prouverait qu'il n'y a pas de pandémie, alors que c'est signe que « le système de santé s'est bien préparé et que les gens respectent les consignes de distanciation sociale » ;
- le fait que Air Transat rapatrie gratuitement les Canadiens, ce qui est faux[246] ;
- le fait que certains groupes sanguins seraient immunisés ou plus résistants, ce qui n'a pas été prouvé scientifiquement[247] bien qu'une étude se soit penchée sur la question[248] ;
- la coupure d'Internet au Québec du fait du coronavirus, annoncée par François Legault, premier ministre du Québec. Il s'agissait d'un poisson d'avril créé par un internaute[249] ;
- des agents du gouvernement qui feraient du porte-à-porte à Montréal pour effectuer des tests de température et qui seraient en réalité des voleurs. Le service de police de la ville de Montréal a indiqué ne pas avoir connaissance de ces voleurs, qu'un tel programme n'existe pas, et qu'il s'agit d'une rumeur également présente aux États-Unis, au Royaume-Uni et en France[250] ;
- diverses fausses informations permettant d'éviter le coronavirus, comme retenir son souffle, ou boire telle ou telle boisson ;
- diverses manières d'attraper le virus à coup sûr, comme se servir d'une pompe à essence, ou le fait que les chaussures contribuent à la propagation.

Un reportage affirme que la Chine aurait volé le virus à un laboratoire canadien ; il s'agit en réalité d'un reportage détourné de CBC Television.
Une fausse lettre affirme que l'année scolaire est annulée au Québec.

### Chine
Plusieurs médias nationaux ou aux mains du parti en Chine ont fortement annoncé un rapport de « recherche de nuit » (overnight research) de l'Institut de virologie de Wuhan et l'Institut de Materia Medica de Shanghai, l'Académie chinoise des sciences, sur la manière dont le shuanghuanglian (双黄连), un mélange d'herbes de la médecine traditionnelle chinoise, peut inhiber efficacement le nouveau coronavirus. Le rapport a conduit à un engouement pour l'achat de shuanghuanglian.

### Corée du Sud
Le « populiste conservateur » sud-coréen Jun Kwang-hun a déclaré à ses partisans qu'il n'y avait aucun risque pour les rassemblements publics de masse car le virus était impossible à contracter à l'extérieur. Beaucoup de ceux qui le suivent sont des personnes âgées.

### Côte d'Ivoire
Une rumeur selon laquelle les feuilles de margousier (dit aussi neem) contiennent de la chloroquine a provoqué une ruée vers cette plante en Côte d'Ivoire.
Contre les infox, Lassima Sermé, président du réseau des professionnels de la presse en ligne de Côte d’Ivoire, crée la plateforme IvoireCheck, un « projet collaboratif de vérification des faits ».

### Estonie
Le 27 février 2020, le ministre de l'intérieur estonien, Mart Helme a déclaré lors d'une conférence de presse du gouvernement que le rhume avait été renommé coronavirus et que, dans sa jeunesse, rien de tel n'existait. Il a recommandé comme traitement contre le virus de porter des chaussettes chaudes et des compresses de moutarde ainsi que de répandre de la graisse d'oie sur sa poitrine. Helme a également déclaré que le virus passerait en quelques jours à une semaine, tout comme le rhume.

### États-Unis

#### Produits miracles
Certains partisans de QAnon, dont Jordan Sather et d'autres, ont fait la promotion du gargarisme « Miracle Mineral Supplement » (en fait de l'eau de Javel) comme moyen de prévenir ou de guérir la maladie. La Food and Drug Administration a averti à plusieurs reprises que la consommation de MMS est « dangereuse » car elle peut provoquer des « vomissements sévères » et une « insuffisance hépatique aiguë ».
En février 2020, le télévangéliste Jim Bakker a fait la promotion d'une solution d'argent colloïdal vendue sur son site Web, comme remède contre le coronavirus Covid-19 ; la naturopathe Sherrill Sellman, invitée dans son émission, a faussement déclaré que « cela n'avait pas été testé sur cette souche de coronavirus, mais que cela avait été testé sur d'autres souches de coronavirus qui ont pu être éliminées en 12 heures ». La Food and Drug Administration des États-Unis et le bureau du procureur général de New York ont tous deux émis une mise en demeure contre Bakker qui a été poursuivi par l'État du Missouri en raison des ventes,. Le bureau du procureur général de New York a également émis une mise en demeure contre l'animateur de radio Alex Jones, qui vendait du dentifrice infusé d'argent dont il prétendait à tort pouvoir tuer le virus, ayant fait l'objet d'une vérification par les fonctionnaires fédéraux, et entraînant une intervention d'un avocat de Jones pour démentir que ces produits aient été vendus dans le but de soigner quelque maladie que ce soit. E
Un autre télévangéliste, Kenneth Copeland, a déclaré sur la chaîne Victory lors d'une émission intitulée Standing Against Coronavirus, qu'il pouvait guérir les téléspectateurs du Covid-19 directement depuis son studio de télévision. Les téléspectateurs devaient toucher l'écran de télévision pour recevoir la guérison spirituelle,. Il a aussi déclaré que la peur du coronavirus était un péché et que les fidèles devaient continuer à payer la dîme même s'ils perdaient leur emploi à cause de l’épidémie.
Le FBI a arrêté l'acteur Keith Lawrence Middlebrook pour avoir vendu un faux remède contre la Covid-19. En avril 2021, la gourou Amy Carlson (Mother God) décède, notamment à cause d'une absorption massive d'argent colloïdal,.

#### Désinformation concernant la chloroquine
Rudy Giuliani a colporté la fausse nouvelle selon laquelle le médecin Vladimir Zelenko aurait guéri plus de 600 patients new-yorkais à l'aide d'hydroxychloroquine.

#### Création supposée en laboratoire par l’homme
Les recherches scientifiques menées sur le nouveau coronavirus prouvent qu’il a une origine animale et n’a pas été créé en tant qu'arme biologique en laboratoire,,, sans préciser l'origine exacte du SARS-CoV-2.
Dans le cadre de ces études, une polémique se fait jour en 2021, à la suite d'une lettre publiée par 27 scientifiques dans The Lancet en février 2020 qui déclarait qu'ils « condamnaient fermement les théories du complot suggérant que Covid-19 n'aurait pas d'origine naturelle » et affirmait que les scientifiques de plusieurs pays concluaient à une écrasante majorité que ce coronavirus provenait de la faune. Or, les auteurs de la lettre n'avaient révélé aucun lien avec le laboratoire de Wuhan. Il est rapidement apparu que la lettre avait été orchestrée par Peter Daszak, président de l'Alliance EcoHealth, qui a financé des recherches à l'Institut de virologie de Wuhan,,. En septembre 2021, une enquête menée par The Telegraph révèle que 26 des 27 scientifiques qui ont écrit cette lettre dans le journal médical dénigrant la théorie des fuites de laboratoire de l'épidémie de Covid-19 ont ou avaient des liens avec des chercheurs de l'Institut chinois de virologie de Wuhan,,. En outre, trois des signataires de la lettre du Lancet sont des personnes travaillant pour le Wellcome Trust britannique, qui a financé de la recherche à l'Institut de virologie de Wuhan,. À l'aide d'une demande d'accès à l'information, il a été révélé que Peter Daszak avait envoyé un e-mail le 8 février 2020 indiquant que des « collaborateurs » en Chine l'exhortaient à écrire la lettre en guise de « manifestation de soutien »,.
L’idée que le SARS-CoV-2 aurait été sciemment créé par un laboratoire chinois est également reportée par un « ex-expert à la rhétorique complotiste », le juriste américain Francis Anthony Boyle, ancien professeur de droit international.
En mars 2020, plus d'un Français sur quatre (26 %) croient que le virus du Covid-19 a été fabriqué en laboratoire, dont 17 % « intentionnellement », selon une étude de la fondation Jean-Jaurès et de Conspiracy Watch, publiée conjointement avec l'Ifop. Parmi les partis politiques, 55 % des sympathisants du Rassemblement national souscrivent à la thèse selon laquelle le nouveau coronavirus a été développé en laboratoire. Selon Jérôme Fourquet sont davantage touchées les tranches d'âge les plus jeunes qui subissent une influence massive des réseaux sociaux beaucoup consultés au détriment des grands médias classiques, « remparts à la propagation de la grille de lecture conspirationniste ». D'autre part, il s'agirait de « publics assez peu diplômés, avec moins de distance critique »,.
Ainsi de nombreuses publications virales sur les réseaux sociaux affirment depuis le 2 avril 2020 que Charles M. Lieber, professeur à l’université Harvard, a été arrêté pour avoir « fabriqué et vendu » le nouveau coronavirus à la Chine. Une vidéo a également circulé sur les réseaux sociaux, via des publications en anglais et espagnol. Or si Charles Lieber, qui a également travaillé pour l’université de Wuhan, a bien été arrêté en janvier 2020, son arrestation n’a rien à voir avec le coronavirus. Les autorités lui reprochent d’avoir caché des informations concernant ses relations avec la Chine.
Cette fausse information a également été colportée sur les réseaux sociaux par Vladimir Zelenko.
En septembre 2020, une étude « très controversée » d’une virologue chinoise, Li-Meng Yan, avance que les « caractéristiques inhabituelles du génome du Sars-CoV-2 suggèrent des manipulations génétiques sophistiquées » plutôt qu’une origine naturelle, relançant l’idée qu’un laboratoire chinois est à l’origine du Covid-19. Les travaux de la virologue chinoise ont été financés par la Rule of Law Society et la Rule of Law Foundation, deux organisations cofondées par l’ancien conseiller de Donald Trump, Steve Bannon. La publication de l’étude a rapidement été diffusée sur les réseaux sociaux. Le Science Media Center, un portail britannique de communication scientifique, a jugé nécessaire de faire réagir plusieurs chercheurs de renom à ces allégations. Tous relèvent les approximations et conclusions hâtives de l’étude.
En janvier 2021, une équipe internationale mandatée par l'OMS s'est rendue à Wuhan afin d'enquêter sur l'origine du virus, sans exclure la possibilité d'une fuite du laboratoire. Le rapport mentionne que la théorie de la fuite est « extrêmement improbable ». En mars 2021, le directeur de l'OMS appelle à une enquête plus poussée. Dr Fauci, le conseiller médical des présidents américains Trump puis Biden, admet volontiers que la théorie de la fuite est à prendre au sérieux, mais refuse catégoriquement de considérer que les études réalisées dans le laboratoire de Wuhan, et subventionnées par l'institut américain de la santé, mettent en œuvre des « gains de fonction », à savoir la modification artificielle du virus.

#### Un Prix Nobel japonais n’a jamais défendu cette thèse
Des propos inventé pour propager cette théorie et attribués à un immunologiste japonais, Tasuku Honjo, chercheur japonais de 78 ans, professeur émérite de l’Institut d’études avancées de l’université de Kyoto qui a été récompensé du Prix Nobel de physiologie ou médecine en 2018 pour ses travaux sur le traitement du cancer, ont été relayés sur les réseaux sociaux anglophones et français. Face à l’ampleur de la rumeur, le prix Nobel a publié un communiqué de presse le 27 avril « Je suis très attristé que mon nom ainsi que celui de l’université de Kyoto soient utilisés pour propager de fausses accusations et de la désinformation. ».

#### Efficacité des désinfectants et comportement du virus
Les affirmations selon lesquelles les solutions hydro-alcooliques seraient simplement « antibactériennes et non antivirales », et donc inefficaces contre le coronavirus, se sont largement répandues sur Twitter et d'autres réseaux sociaux, non seulement aux États-Unis mais aussi ailleurs. Alors que l'efficacité des solutions hydro-alcooliques dépend en fait d'ingrédients spécifiques utilisés dans leur composition, la plupart des solutions hydro-alcooliques vendues dans le commerce éliminent le coronavirus.
En mars 2020, le Miami New Times a rapporté que les managers du Norwegian Cruise Line avaient préparé un ensemble de réponses destinées à convaincre les clients méfiants de réserver des croisières, y compris des affirmations « manifestement fausses » selon lesquelles le coronavirus « ne peut survivre que par temps froid, de sorte que les Caraïbes [étaient] un choix fantastique pour votre prochaine croisière », et que « les scientifiques et les professionnels de la santé ont confirmé que le temps chaud du printemps sera la fin du coronavirus », et aussi que le virus « ne peut pas vivre dans les températures étonnamment plus chaudes et tropicales vers lesquelles votre croisière naviguera ». Les scientifiques avertissent que cela est possible, mais que ce n'était pas garanti,,.

#### Prétentions de clairvoyance
Des allégations selon lesquelles Les Simpson avaient prédit la pandémie de coronavirus en 1993, accompagnées d'une capture d'écran trafiquée du dessin-animé (où le texte « Corona Virus » était superposé au texte original « Apocalypse Meow »), se sont plus tard révélées être fausses, celles-ci étant largement répandues sur les réseaux sociaux,.

##### Gestion de la crise par les hôpitaux
Une vidéo, notamment diffusée sur la chaîne Telegram Coronavirus Info Live, présente des morts entassés dans un camion frigorifique devant l'hôpital Lenox Hill à New York. Il s'agit en réalité d'un montage de deux vidéos, l'une présentant des plans extérieurs de l'hôpital, et l'autre d'autres plans — indiqués faussement comme étant l'intérieur de la remorque — provenant d'Équateur,. L'hôpital a bien un camion frigorifique mis à disposition par les autorités mais ne se sert que de sa morgue en interne, « fermée à clé et gardée par un service de sécurité en permanence ». Les images provenant d'Équateur ont été filmées le 29 mars et sont visibles dans d'autres articles, séparément.

### France

#### Exagérations
Agnès Buzyn, dans son interview du 17 mars 2020 à la suite du premier tour des élections municipales en France, ne parle pas « d’hécatombe », contrairement à ce qui peut être relayé par certaines personnes.

#### Prévisions de déconfinement
Une carte censée annoncer les dates du déconfinement par régions nommée « prévision de déconfinement », affublée de plusieurs logos officiels et diffusée à partir du 6 avril sur les réseaux sociaux, est un faux. Cyril Hanouna l'a présentée le lundi 6 avril 2020, en direct dans son émission, lisant les dates de déconfinement indiquées, mais précisant également ne pas savoir si cette carte était vraie ou fausse. La direction générale de la Santé (DGS) a aussitôt confirmé que « tout est faux ». La carte est facilement identifiable comme fausse, car elle présente le logo de la Direction régionale des Affaires culturelles des Hauts-de-France, celui du ministère de la Défense, remplacé en 2017 par le ministère des Armées.
La fin du confinement ne doit pas être confondue avec la fin de l'épidémie.

#### Désinformation sur l'Inserm
En 2017, la ministre de la Santé, Agnès Buzyn et son homologue à la recherche, Frédérique Vidal, annoncent que les nouveaux instituts hospitalo-universitaires (IHU) ne pourront pas avoir le statut de fondation, comme le souhaitait Yves Lévy, alors patron de l’Inserm, car cela leur aurait permis de prendre des décisions rapidement, uniquement en consultant leur conseil d’administration et non les institutions partenaires, dont l’Inserm fait souvent partie. Un possible conflit d'intérêts est relevé entre Agnès Buzyn et Yves Lévy, ceux-ci étant mariés. Didier Raoult était contre cette décision de retirer le statut de fondation aux IHU. Cependant, ce n'est pas du fait de cette opposition que l'IHU Infection Méditerranée, où travaille Didier Raoult, ne fait plus partie de l'Inserm. La décision de retirer à l'IHU Infection Méditerranée son label de laboratoire Inserm a été prise après l'avis de plusieurs commissions, des problèmes managériaux et du fait du « faible nombre de chercheurs Inserm présents dans ces projets ».
L'Inserm ferait le jeu des laboratoires pharmaceutiques en n'acceptant pas de nouveaux traitements, car dépendant de leur budget. Or l'industrie pharmaceutique ne représente que 7 % seulement de son budget,. Rapportée au budget global, la contribution de l'industrie pharmaceutique au budget de l'Inserm est de 68 millions d'euros en 2020. Le financement des instituts de santé par des industriels est fréquent. Ainsi l’Institut hospitalo-universitaire de Didier Raoult, l'IHU Méditerranée Infection, a reçu en 50 000 euros de Sanofi en 2015.

#### Désinformation sur la chloroquine et l'hydroxychloroquine
Il n'est pas prouvé que « la chloroquine soigne 90 % des cas de coronavirus s’ils sont dépistés assez tôt ». Le résultat des recherches menées par Didier Raoult, qui ont été très médiatisées via les réseaux sociaux et font polémique, estime que « 70 % des patients traités à l’hydroxychloroquine n’avaient plus de charge virale dans leurs prélèvements rhino-pharyngés », c'est-à-dire qu'il n'y a plus de trace du virus dans le nez. Cela ne signifie pas que le virus disparaît du corps, en particulier des poumons. L'OMS et le HCSP émettent d’ailleurs des réserves quant aux résultats de l'étude menée par Raoult, notamment sur le « très faible niveau de preuve », et le nombre de cas de complications cardiaques est en augmentation.
La chloroquine aurait été retirée de la vente libre en janvier 2020, alors que l'épidémie avait déjà commencé. Il s'agit en réalité de l'hydroxychloroquine (et non de la chloroquine), qui a fait l'objet d'un arrêté en janvier 2020 pour être placée sur la liste II des substances « vénéneuses »,. La chloroquine est sur cette liste depuis 1999 en application d'une demande de l'Agence nationale de sécurité du médicament, demande confirmée par l'Agence nationale de sécurité sanitaire de l'alimentation, de l'environnement et du travail en novembre 2019. Depuis cet arrêté, l’hydroxychloroquine commercialisée sous le nom de Plaquenil n’est plus disponible en vente libre mais uniquement sur ordonnance. L’hydroxychloroquine est commercialisée en France exclusivement par Sanofi, sous la forme de comprimés pelliculés Plaquenil 200 mg. Les 30 comprimés coûtent 5 euros et, en 2021, sont remboursés à 65 %.
Les réserves de la pharmacie de l'Assistance publique - Hôpitaux de Paris n'ont pas été pillées, mais la demande en chloroquine y a fortement augmenté, et de nouvelles règles de distribution ont été mises en place pour éviter une pénurie.
L'ancien député français Lionnel Luca affirme que l'usage de l'hydroxychloroquine ne fait débat qu'en France, alors que le médicament est utilisé dans les autres pays. Or, si la molécule est utilisée aux États-Unis ou en Belgique — dans des cas très précis — elle ne l'est pas en Allemagne ni en Angleterre du fait de l'absence de preuves de son efficacité ; en Suède, elle a été réservée aux essais cliniques puis abandonnée. La prétendue utilisation massive (et les prétendus succès associés) de cette thérapie à l'étranger est une fausse information, tant pour la Chine que pour les États-Unis.
La chloroquine n'est pas basée sur le Penicillium roqueforti.
Dans un article de Sciences et Avenir, le professeur Mathieu Molimard (spécialisé en pneumologie et en pharmacologie, chef de service de pharmacologie médicale du CHU de Bordeaux) affirme que « les doses qu'il faudrait utiliser pour atteindre l'efficacité supposée de l'hydroxychloroquine sont tellement énormes, qu'elle tuerait les patients à coup sûr », il faudrait théoriquement « 67 comprimés de Plaquenil dosé à 200 mg soit 13.400 mg, pour avoir une concentration dans le plasma et la salive (les virus se trouvant dans les postillons) comparable à celle minimale nécessaire in vitro (1µM) » (1 micromole/Litre de plasma), une dose impossible à donner sur une courte période. Clarifiant son raisonnement, il explique que pour atteindre cette concentration — qui monte progressivement pour atteindre un équilibre, il est nécessaire d'ingérer « environ 3 comprimés par jour pendant une vingtaine de jours » ajoutant que dans le cas des patients atteints de Covid-19, « cela risque de prendre trop de temps ».

#### Azithromycine et autres macrolides
Le service CheckNews de Libération explique le 15 avril qu'à cette date, aucune étude scientifique n'étayait les affirmations virales selon lesquelles l’azithromycine (utilisée seule) ou d'autres antibiotiques de la famille des macrolides ont « un intérêt pour un patient Covid, un effet sur le virus, ou que ça permet d’éviter des formes graves de la maladie. [...] c’est de la rumeur, voire de la fausse information ».

#### Exagérations et conjectures quant aux travaux de Didier Raoult
Le 25 février 2020, une vidéo de Didier Raoult intitulée « Coronavirus : fin de partie » est postée par l'Institut hospitalo-universitaire en maladies infectieuses de Marseille. Les Décodeurs du Monde la signalent comme étant « partiellement fausse », ce qui amène Facebook à lui accoler un bandeau « vidéo partiellement fausse », ce qui pousse pendant 36 heures le ministère de la Santé à la considérer comme telle. La vidéo a depuis été renommée « vers une sortie de crise »,,,.
Une communication médiatisée de Didier Raoult concernant le peu de malades hospitalisés, en réanimation ou décédés dans les Bouches-du-Rhône amènerait certains à y voir dès le 30 mars 2020 un succès de la stratégie thérapeutique adoptée au sein de l'IHU de Marseille. Le 8 avril 2020, le service CheckNews de Libération confirme que le taux de décès dans les Bouches-du-Rhône est effectivement bas, mais qu'il est tout aussi bas dans d'autres départements sans qu'on puisse l'imputer à une stratégie thérapeutique. Les taux de décès élevés dans d'autres régions seraient imputables à une épidémie plus violente ou plus précoce. CheckNews rappelle également que l'IHU de Marseille recense et prend en charge tous les patients testés positifs, ce qui induit une sur-représentation des patients pris en charge avec des symptômes modérés.
Le 9 avril 2020, après avoir visité l'hôpital du Kremlin-Bicêtre, Emmanuel Macron et Jean-François Delfraissy (Président du conseil scientifique Covid-19) rendent visite à l'IHU de Marseille. Selon Christian Estrosi, Renaud Muselier ou Frédéric Dabi, cela constitue une reconnaissance du travail de Didier Raoult. Frédéric Dabi nuance son propos en indiquant qu'ainsi Raoult « ne pourra pas dire qu'il n'a pas été écouté ». L'Élysée indique « [qu']il ne faut voir aucune dimension politique à ce déplacement » et que d'autres spécialistes, tant privés que publics, seront consultés pour préparer l'allocution présidentielle du 13 avril 2020. Lors de l'entretien Didier Raoult présente au président une étude battant en brèche l'idée reçue que les enfants seraient de formidables contaminateurs. Certains pensent que cela a pu contribuer à la décision de rouvrir les écoles à compter du 11 mai, ce qui est démenti à l'Élysée.
Le 3 avril 2020, Didier Raoult indique sur Twitter que les Marseillaises et les Marseillais sont la population la plus testée au monde. Même si l'IHU de Marseille effectue de nombreux tests (le plus grand nombre de tests en France), ce résultat est à pondérer par rapport au nombre de tests, au nombre de dépistages et au nombre d'habitants. Ainsi, en date du 10 avril 2020, les lieux au monde où la plus grande part de la population a été testée sont les îles Fidji, suivis de l'Islande et du Luxembourg.
Le 12 avril 2020, Christian Estrosi affirme que Didier Raoult l'aurait averti dès décembre 2019 que la pandémie « submergerait la planète tout entière ». Or Didier Raoult affirmait encore le 23 janvier 2020, ne pas se sentir tellement concerné à Marseille par le fait que des personnes soient mortes de coronavirus en Chine.
Brigitte Macron n'a jamais demandé à Didier Raoult de soigner sa fille. Il s'agit d'un canular du premier avril du site Résistance républicaine.
Contrairement à ce qu'affirme une publication sur Facebook le 18 avril, Didier Raoult n'a pas préparé de remède à partir de roquefort. La publication indique également de fausses manières de combattre le virus. L'auteur de la publication Facebook a reconnu qu'il s'agissait de fausses informations, la qualifiant de « "fake news" positive » destinée à « faire parler du roquefort ». Il s'agissait d'une reprise d'un billet de blog de 2012 mettant en avant le roquefort comme remède face à la grippe saisonniere.
Contrairement à une affirmation diffusée par Entreprendre le 20 mai 2020 et reprise par Midi libre, Didier Raoult n'a pas démissionné de l'IHU pour aller travailler à Pékin.

#### L'euthanasie en France autorisée par décret
Le 2 avril, le député Rassemblement national Gilbert Collard partage sur Twitter le témoignage sonore du Dr Joseph Hardy, indiquant qu'il est désormais possible d'euthanasier des patients. Bien que ce décret existe, il ne fait qu'élargir la liste des médicaments utilisables du fait de possibles pénuries pour des patients en fin de vie, uniquement dans le cadre de soins palliatifs, et ne permet pas l'euthanasie, toujours illégale en France,.
Habituellement, les médecins ont recours au midazolam mais en cas de pénurie le clonazépam pourrait être utilisé « pour endormir les patients en médecine de soins critiques, mais aussi en soins palliatifs pour adoucir leur fin de vie ». Le président de la Société française de gériatrie et gérontologie (SFGG) a réagi dans un communiqué « [qu']il est bien entendu hors de question de faire de la sédation sur des patients qui nécessiteraient une hospitalisation, ou en dehors d’une évaluation clinique rigoureuse avec une décision autant que possible partagée » ainsi que la direction générale de la Santé (DGS) qui explique qu’il s’agit « d’améliorer l’accompagnement des soins palliatifs, y compris hors des hôpitaux, en Ehpad par exemple, où les médecins n’avaient pas accès au Rivotril ».
La Haute Autorité de santé (HAS) explique que la sédation profonde n’est pas une euthanasie, insistant sur le fait que l’euthanasie est illégale. Elle recommande qu’un cadre soit respecté : collégialité de la prise de décision, lien systématique entre le médecin et une unité de soins palliatifs, et possibilité d’un repli de la personne vers un hôpital si la situation se complique. Dans une fiche conseil sur la maladie à coronavirus 2019 la société française d’accompagnement et de soins palliatifs (SFAP) précise elle aussi que la « prise en charge palliative de la dyspnée doit être collégiale ».

#### Attestation de déplacement numérique
Une attestation numérique de déplacement est disponible depuis le 6 avril 2020. Depuis le 3 avril 2020, un message partagé notamment Facebook et Whatsapp, assure que cette attestation permet de collecter l'intégralité des données stockées dans un téléphone portable et de ficher leurs propriétaires. Du fait de la limitation du nombre d'informations stockables dans le Code QR utilisé, il n'est pas possible de télécharger plus d'informations que celles remplies dans le formulaire, ce que confirme le ministère de l'Intérieur ou des médias spécialisés dans le numérique tels que Numerama et Next INpact.
Certaines pages Web contrefont l'attestation s'en servent pour piéger les utilisateurs et récolter leurs données personnelles.

#### Bactérie intestinale et mort du coronavirus
Au mois d'avril 2020, un message se répand comme une traînée de poudre sur les réseaux sociaux. Supposément émis par des professeurs de médecine, médecins et directeurs de clinique (cliniques du groupe Elsan, dans certaines versions du message), il prétend que plusieurs équipes dans plusieurs pays – notamment en Chine, en Italie, en France à Lille, et aux États-Unis – auraient fait une découverte majeure ouvrant sur un grand espoir de traitement du Covid. Selon ce message, le SARS-CoV-2 « ne tuerait pas directement, mais par l’intermédiaire d’une bactérie intestinale qu’il infecterait » à la manière d’un bactériophage (les bactériophages sont des virus qui n'infectent que les bactéries) ; une bactérie du microbiote intestinal humain, à Gram négatif, de la famille des Prevotellaceae : la Prevotella serait la vraie cause de la mortalité de la Covid-19 ; la présence en nombre de ce genre chez les personnes âgées ou encore les obèses expliquerait – selon ce message – la surmortalité dans cette catégorie de malades.
Des sites et émissions de fact-checking retracent rapidement le parcours de ce message, et démontrent l'absence de sources sérieuses appuyant les différentes allégations.
Scientifiques et infectiologues remettent presque immédiatement en cause ces affirmations,. De leur côté, les supposés « émetteurs » réagissent rapidement. Elsan (un groupe d’hôpitaux privés français) dément la rumeur dans le journal Le Monde : « Le groupe ne valide pas cette information qui n’est ni vérifiée ni démontrée scientifiquement à ce jour, et n’est aucunement impliqué dans ces recherches » »), de même pour l'Institut Pasteur de Lille. D'autres démentis scientifiques, d'infectiologues, indiquent qu'il s'agit d'une fausse information,. Par exemple, la Pr Karine Clément, pour la Société française de microbiologie, a expliqué publiquement que Prevotella n'est pas une bactérie, mais un genre bactérien comprenant de nombreuses bactéries, souvent commensales, et d'ailleurs plutôt considérées comme bonnes pour la santé. Elle a ajouté que certaines de ces bactéries ont certes été associées à des maladies inflammatoires (articulaires notamment), et parfois trouvées en plus grande quantité chez des patients séropositifs au VIH (ce qui n'est pas inattendu, puisque cette maladie est caractérisée par une immunodéficience, qui favorise les pullulations bactériennes). Mais la rumeur a continué à être colportée.
Une source supplémentaire de confusion a peut-être été le fait qu'en 2020, un autre chercheur indien, du département de chimie de l'université de Kharagpur à Paschim Medinipur au Bengale-Occidental, portant le même nom de famille (Chakraborty) mais prénommé Indranil a aussi publié des articles sur le thème de la COVID-19, dont un sur les transports comme facteur de circulation du virus SARS-CoV-2, avec des contenus, eux, validés par les pairs et reconnus (cf. article cité plus de 200 fois en quelques mois par d'autres publications scientifiques).
Mais Sandeep Chakraborty n'avait publié qu'un court article (en preprint, c'est-à-dire avant relecture par des pairs) notant la présence de bactéries du genre Prevotella dans trois ensembles de données génomiques alors disponibles provenant de séquençages fait chez 3 patients (2 de Chine continentale, et un de Hong Kong), en croyant y voir des interactions,. Il avait de lui-même retiré cet article, qui était fait sans groupe contrôle associé et sans puissance statistique. Les Prevotella sont naturellement abondantes chez un quart des gens sains, et plus encore chez ceux qui ont une nourriture riche en fibres, rappelle Harry Sokol, professeur en gastro-entérologie et nutrition, spécialiste du microbiote.
En 2014, on avait noté une association, chez la souris de laboratoire, entre Prevotella intermedia et une pneumonie murine à pneumocoque, en supposant que cette bactérie parodontopathique pourrait lors des déglutitions de salive, coloniser les voies respiratoires de la souris et faciliter l'infection par le pneumocoque.
Dans un article en preprint, et toujours sur la base de données métagénomiques, Sandeep Chakraborty a précisé son point de vue sur le rôle des Prevotella ; elles ne sont pas une cause mais seraient plutôt une conséquences de la virose ; « le SRAS-Cov2 permet aux bactéries anaérobies (Prévotellas et autres) de coloniser les poumons en perturbant l'homéostasie, provoquant des symptômes chroniques de longue durée et des symptômes aigus sévères (SDRA, choc septique, caillots, AVC) ». Il ajoute que « ceci évoque, avec cependant des différences clés, le syndrome de Lemierre (maladie oubliée), qui peut, elle, être activé par le virus d'Epstein-Barr »
Des internautes estiment aussi – à tort – que les enfants étaient souvent épargnés car leur flore intestinale ne contient pas de bactéries du genre Prevotella. C'est faux : hormis chez le tout nouveau-né qui n'a pas encore de flore intestinale ; les Prevotellas s'installent souvent dans les 6 premiers mois, rappelle le Pr Joël Doré. On constate ensuite que les enfants sont en réalité souvent touchés par la Covid-19, mais souvent asymptomatiquement ou plus discrètement.
Puis, sans surprise, des co-infections avec d'autres virus sont signalées chez certains patients par des études métagénomique des poumons ; et des génomes de très nombreux genres bactériens (anaérobies notamment, insiste S. Chakrabortya le 13 avril 2020 dans une lettre publiée en preprint) sont détectés chez les malades de la COVID, sans d'ailleurs que le genre Prevotella soit particulièrement représenté. Comme dans toute virose pulmonaire affaiblissant l'immunité (ex : grippe hautement pathogène) une bactérie peut aggraver la maladie : selon une prédiction (de type modélisation informatique), des protéines surexprimées par des prévotella dans ce contexte, pourraient favoriser les infections virales en général car favorisant l'inflammation médiée par NF-κB (pour nuclear factor-kappa B), une protéine impliquée dans la réponse immunitaire et la réponse au stress cellulaire et associée aux facteurs anti-apoptotiques concluent deux chercheurs indiens en juillet 2020, à partir d'une modélisation qu'ils estiment prédictrice.
Libération et Le Monde relèvent en outre que le message viral concluait, de manière très complotiste, à une responsabilité de « lobbyistes » de l'industrie pharmaceutiques et des « médias aux ordres qui avaient lynché Raoult », soupçonnés de taire à dessein cette supposée découverte,.

#### Autres désinformations sur les réseaux sociaux
Un message partagé sur les réseaux sociaux présente 20 affirmations qui seraient un « scandale d'État ». Si certaines informations sont vraies, d'autres sont tronquées, exagérées ou déformées.
Karine Lacombe, cheffe du service infectiologie de l'hôpital Saint-Antoine à Paris, a critiqué la rigueur des travaux de Didier Raoult. Après que des accusations de conflits d'intérêts ont été avancés par des internautes, plusieurs publications sur les réseaux sociaux prétendaient qu'elle avait supprimé « sa » page sur Wikipédia en français afin de cacher ces conflits d'intérêts (ainsi que son compte sur Twitter). Or si la page Wikipédia consacrée à Karine Lacombe a été supprimée, c'est par décision de la communauté wikipédienne, en raison de la brièveté de l'article et de l'absence de sources permettant de vérifier la notoriété durable et établie de ce médecin,. Il s'avère que Karine Lacombe a supprimé son compte Twitter après avoir été harcelée et menacée physiquement « de venir me casser la figure si je ne prescris pas de la chloroquine, si je n’arrête pas de parler,… » Ses déclarations d'intérêts avaient été documentées dans les règles.
La généticienne Alexandra Henrion-Caude, spécialiste des micro-ARN et une des personnes interrogées par le documentaire conspirationniste Hold-up, indique qu'on ne connaît pas les effets secondaires d'un vaccin développé aussi rapidement et qu'il peut être dangereux de se faire vacciner si on a déjà eu la Covid-19. Elle émet notamment l'hypothèse que les vaccins à ARN pourraient jouer un rôle dans l'apparition de nouveaux variants, dans un entretien accordé à la chaîne identitaire TV Libertés. L'hypothèse est jugée sans fondement par d'autres spécialistes. L'Inserm, où elle a travaillé jusqu'en 2018, s'est désolidarisée des propos tenus par son ancienne chercheuse.
La docteur Astrid Stückelberger avait notamment évoqué l'idée que les vaccins recontaminent les personnes en créant des variants et que le test nasopharyngé PCR serait en fait un vaccin contenant du graphène au bout de la tige, comme cela peut être fait pour vacciner les animaux.
En France, la controverse et l'opposition aux vaccins anti-covid sont menées depuis le printemps 2020 par différents youtubeurs tels Silvano Trotta et Thierry Casasnovas qui reprennent à leur compte la rhétorique complotiste pro-Trump de la mouvance QAnon,. D'une manière générale, la majeure partie de la désinformation sur les vaccins à l'échelle mondiale est issue d'une douzaine de personnes. En 2023, les théories fantaisistes d'auteurs comme Pierre Chaillot continuent de permettre à leurs éditeurs des profits confortables. 

#### Fausses informations diffusées en France concernant d'autres pays
Le royaume du Maroc a bien décidé de recourir à la chloroquine pour traiter les patients marocains souffrant de Covid-19 ; il n'a pas acheté mais réquisitionné le stock de Nivaquine et de Plaquenil, deux médicaments contenant de la chloroquine, de la filiale marocaine du laboratoire français Sanofi.
Le groupe Bayer a fourni gratuitement à la Chine 300 000 comprimés de Résochine au début du mois de février 2020, en provenance du Pakistan. Cette livraison n'implique pas les autorités pakistanaises. Elle s'est faite à la demande des autorités sanitaires de la province chinoise du Guangdong. Les médicaments utilisés n'ont pas permis de prouver une efficacité contre le virus.
La Suisse n'a pas décrété de confinement général et ne pratique pas de dépistage systématique. Depuis le 20 mars 2020, les Français et les Suisses doivent respecter les mêmes consignes. Ses hôpitaux sont confrontés aux mêmes difficultés d'approvisionnement que ses voisins européens.
Donald Trump n'a pas mis la chloroquine à disposition de tous les Américains, mais a assuré que les États-Unis allaient « rendre ce médicament disponible quasiment immédiatement ». Seulement le 30 mars, les autorités sanitaires américaines ont finalement autorisé la chloroquine uniquement à l'hôpital, et non pour tous les Américains, « de manière adaptée, quand un essai clinique n'est pas disponible ou faisable ». Le praticien new-yorkais Vladimir Zelenko n'a pas utilisé avec succès l'hydroxychloroquine sur plus de 600 patients.

### Grèce
Malgré la pandémie de Covid-19 en Grèce, l'Église de Grèce a annoncé que la Sainte Communion, au cours de laquelle les fidèles mangent des hosties trempées dans le vin d'un même calice, se poursuivra. Le Saint-Synode a déclaré que la Sainte Communion « ne peut pas être la cause de la propagation de la maladie », avec le métropolite Séraphin disant que le vin était sans défaut car il représentait le sang et le corps du Christ, et que « quiconque assiste à la Sainte Communion se rapproche de Dieu, qui a le pouvoir de guérir ».
La députée de la Nouvelle Démocratie, Elena Rapti, a également déclaré qu'elle y participait et que s'il y avait une foi profonde, la communion guérissait. L'Église a en outre refusé d'empêcher les chrétiens de communier. Dans des déclarations publiques, plusieurs clercs ont exhorté les fidèles à continuer de communier, la justifiant en disant que Jésus n'est jamais tombé malade tandis que l'évêque du Pirée Séraphin a annoncé que seuls ceux qui participaient à des messes sans vraie foi pouvaient être affectés. Il a en outre été rapporté que la hotline Covid-19 informait les croyants concernés qu'il n'y avait aucun risque de contagion dans la participation au sacrement.
Certains médecins grecs de haut niveau ont publiquement soutenu la poursuite de la pratique de la Sainte communion, provoquant une vive réaction de l'Association grecque des médecins hospitaliers. Eleni Giamarellou, professeur de maladies infectieuses à l'Université d'Athènes, a annoncé qu'il n'y avait pas de danger et qu'elle acceptait la communion avec la foi en Dieu, de sorte qu'elle ne pouvait pas être infectée. L'Association grecque des médecins hospitaliers a critiqué ces professionnels pour avoir placé leurs convictions religieuses avant la science.
Il a également été signalé qu'un chef du parti populiste de droite du parti Solution grecque, Kyriákos Velópoulos, vendait une crème pour les mains via son téléshopping, qui était censé éliminer complètement la Covid-19, bien que ce prétendu médicament miracle ne soit pas approuvé par les autorités médicales.

### Hongrie
Une vidéo partagée sur les réseaux sociaux montre des policiers hongrois capturant des personnes âgées pour les jeter dans des fourgons, or ces images n’ont pas été tournées en Hongrie, mais à Bakou, la capitale de l’Azerbaïdjan, lors d’une manifestation pacifique de l’opposition, le 19 octobre 2019. Pendant la vidéo, on peut voir dans le coin en haut à gauche les noms de médias azerbaïdjanais comme Toplum TV, Reaksiya TV, Azadliq Radiosu, Azad Soz ou internationaux comme la BBC et l’agence Reuters.

### Inde
L'activiste politique Swami Chakrapani et le membre de l'Assemblée législative Suman Haripriya ont affirmé que boire de l'urine de vache et appliquer de la bouse de vache sur le corps pouvait soigner du coronavirus,.
Le parlementaire Ramesh Bidhuri du Bharatiya Janata Party a affirmé que selon les experts, l'utilisation du Namasté comme salutation empêche la contamination par la Covid-19, mais l'utilisation de salutations arabes comme Adab ou Assalamu alaykum n'a pas d'effet car il dirige l'air dans la bouche,.
La désinformation selon laquelle le gouvernement répand un médicament « anti-coronavirus » dans le pays pendant le couvre-feu mis en place par le gouvernement et imposant de rester chez soi en Inde, est devenue virale sur les réseaux sociaux. L'allégation selon laquelle la vibration générée par les applaudissements pendant le couvre-feu tuerait le virus qui a été discréditée par les médias.
Un message viral dit que la durée de vie du coronavirus n'est que de 12 heures et que rester à la maison pendant 14 heures pendant le couvre-feu brise la chaîne de transmission. Un autre message a affirmé que l'observation du couvre-feu entraînerait une réduction de 40 % des cas de coronavirus.
Les nationalistes hindous propagent quasi quotidiennement de fausses informations accusant les musulmans de ne pas respecter le confinement et de tout faire pour propager du virus.

### Israël
Certaines publications, dont le média LGBT britannique PinkNews ou le média pakistanais Naya Daur, ont attribué à Yaakov Litzman, ministre de la santé de l'état d'Israël connu pour son homophobie, une phrase dans laquelle Litzman liait la pandémie de coronavirus à l’homosexualité. Les différents médias ayant relayés cette affirmation ont soit modifié leurs articles ou les ont retirés après que la phrase ait été démentie. Cette citation viendrait du rabbin orthodoxe Meir Mazuz.

### Italie
Un visuel partagé de nombreuses fois sur Facebook affirme que l'Italie « n'enregistre aucun NOUVEAU CAS » de Covid-19 début avril. Or, si en Italie il y a bien un léger espoir de reflux de la pandémie de maladie à coronavirus, les autorités sanitaires du pays ont enregistré 4 316 nouveaux cas de contaminations le 5 avril, puis 3 599 le lendemain. Ces chiffres restent encore supérieurs au nombre de guérisons.

### Maroc
Un enregistrement audio, dont l'auteur se présente en spécialiste d'analyses microscopiques à l'Institut Pasteur du Maroc, indique qu'avoir des relations sexuelles quotidiennes permet de se préserver du coronavirus. L'Institut Pasteur du Maroc a démenti l'information, signalant qu'aucun spécialiste de ce domaine ne travaille en son sein, et a porté plainte.
Une vidéo montrant des troubles à l'ordre public liés au coronavirus, diffusée au Maroc, montre en réalité des troubles datant de plusieurs mois ayant eu lieu lors d'un match de football. L'auteur de la fausse vidéo a été arrêté le 24 mars 2020 à Nador.

### Nigeria
À la suite du premier cas signalé de Covid-19 au Nigéria le 28 février 2020, des traitements non testés ont commencé à se répandre via des plateformes comme WhatsApp.
La demande de chloroquine à Lagos (au Nigeria) a fortement augmenté après les commentaires de Donald Trump vantant cette molécule malgré les réserves des spécialistes. Trois personnes font une overdose le 23 mars 2020.

### Sénégal
Depuis le 4 avril 2020, une vidéo montrant une foule et un véhicule de la gendarmerie sénégalaise circule en Afrique de l‘Ouest. Elle affirme que sept enfants sénégalais auraient reçu un vaccin contre le coronavirus et en seraient décédés. Le ministère de la Santé a démenti ces informations. La vidéo a en réalité été faite le 26 mars 2020 dans la banlieue de Dakar et montre la foule se pressant devant une maison, après qu'une rumeur ait prétendu qu'un représentant en cosmétiques y délivrerait un vaccin contre le coronavirus. Plusieurs arnaques au faux vaccin ont également eu lieu dans le pays.

### Suisse
À l'été 2020, deux médias suisses, l'un alémanique et l'autre romand, sont pointés pour répandre des informations fausses sur la pandémie.
Durant l'hiver 2020, un collectif de professionnels de la santé critique l'utilisation de vaccins à ARN messager pour lutter contre la maladie. Ces derniers prétendent que la technologie de ces vaccins n'est pas encore au point et qu'elle présenterait des risques pour la population. En réponse, de nombreux scientifiques et médecins révèlent la tentative de désinformation sous-jacente, démontrant la fausseté des différentes allégations.
En 2021, les experts estiment que la pandémie a augmenté le niveau de désinformation en Suisse.
En Suisse romande, les figures principales de la désinformation sur la pandémie de Covid-19 ont été les Genevois Chloé Frammery,, Emma Krusi et Christian Tal Schaller,.

### Venezuela
Le 27 février 2020, María Alejandra Díaz (es), un membre de l'Assemblée constituante vénézuélienne, a fait la promotion d'une recette qui, selon elle, guérirait du Covid-19. La recette se composait d'ingrédients souvent censés prévenir et guérir le rhume, notamment la citronnelle, le sureau, le gingembre, le poivre noir, le citron et le miel. Díaz a également décrit le virus comme une arme de bioterrorisme.

## Désinformation des gouvernements et dirigeants
Une partie de la désinformation mondiale à propos de la pandémie de Covid-19 est alimentée par les gouvernements eux-mêmes, notamment la Russie et la Chine (en particulier à propos de l'origine de la pandémie). Par ailleurs, certains dirigeants ou gouvernements ont tenu des propos trompeurs ou erronés dans le cadre de leur communication au sujet de la pandémie auprès de leur population.

### États-Unis

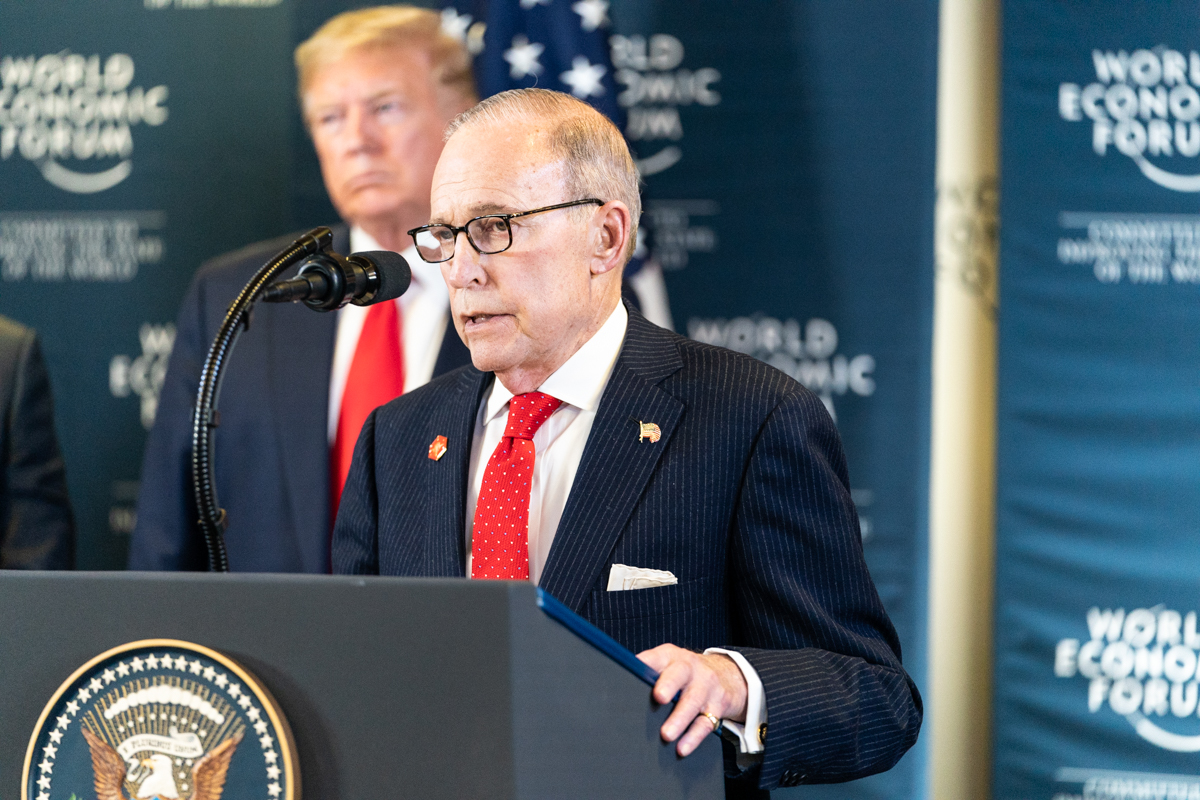
Lawrence Kudlow (au premier plan) et Donald Trump, au Forum économique mondial de Davos en janvier 2020.

Le président américain Donald Trump et son principal conseiller économique Lawrence Kudlow ont été accusés de désinformer à propos du coronavirus. Le 25 février 2020, Trump déclare : « je pense que toute la situation commencera à s'arranger. Nous sommes très proches d'un vaccin »,,,. Aux États-Unis, le SARS-CoV-2 se « propage dans la communauté » sans avoir été détecté depuis des semaines et le développement de nouveaux vaccins peut nécessiter au minimum un an pour prouver son innocuité et son efficacité afin d'obtenir l'approbation réglementaire. Dans une interview avec Sean Hannity du 4 mars 2020, Trump a également affirmé que le taux de mortalité publié par l'OMS était faux (que le taux de mortalité correct était inférieur à 1 %, et a déclaré « eh bien, je pense que le 3,4 % est vraiment un faux nombre »,,) que l'impact potentiel de l'épidémie a été exagéré par les démocrates complotant contre lui, et que les personnes infectées peuvent aller travailler en sécurité,. Dans un tweet ultérieur, Trump a nié avoir fait des allégations concernant des personnes infectées allant travailler, malgré des images de l'interview.
La Maison-Blanche a accusé les médias d'alimenter intentionnellement les craintes du virus pour déstabiliser le gouvernement. Le site Stat a rapporté que « le président Trump et des membres de son administration ont également déclaré que le confinement américain du virus était « proche de l'étanchéité » et que le virus est aussi mortel que la grippe saisonnière. Ces déclarations sont soit fausses soit non prouvées et, dans certains cas, elles sous-estiment les défis auxquels les responsables de la santé publique doivent faire face pour faire face au virus ». À peu près au même moment où la déclaration sur l'« étanchéité » avait été formulée, le SARS-CoV-2 avait déjà passé le confinement, car le premier cas de propagation communautaire du virus a été confirmé, et il se propageait plus rapidement que le coronavirus du syndrome respiratoire aigu sévère avec un taux de mortalité au moins sept fois supérieur au taux de mortalité de la grippe saisonnière,,.
Le 2 mars 2020, Trump a déclaré aux médias qu'il avait entendu dire qu'un vaccin Covid-19 serait disponible dans « quelques mois », « [qu']un an [n'étant] pas pertinent ». Cela est arrivé juste après que Trump eut assisté à une discussion où son responsable de la santé, Anthony Fauci, lui avait dit que cela prendrait en fait « un an à un an et demi » (« au minimum », Fauci a-t-il déclaré plus tard). Au cours de cette discussion, Trump a interrogé à plusieurs reprises les dirigeants des sociétés pharmaceutiques sur le temps nécessaire pour produire des vaccins, déclarant « j'aime mieux entendre « quelques mois » ». La durée requise est due au fait que les vaccins nécessitent plusieurs séries de tests avant d'être approuvés pour l'usage du public.
Le 6 mars 2020, Trump a fait des promesses excessives sur la disponibilité des tests Covid-19 aux États-Unis, affirmant que « quiconque veut un test peut l'avoir ». D'une part, il y avait des critères nécessaires pour pouvoir se faire tester ; des recommandations de la part des médecins ou de responsables de santé étaient nécessaires pour approuver les tests. Deuxièmement, le manque de matériel de test a conduit à des refus, même si les médecins voulaient tester ces patients,.
Le 20 mars 2020, Trump a faussement affirmé que le médicament à base de chloroquine avait été approuvé par la Food and Drug Administration (FDA) comme traitement du Covid-19. Cela a conduit la FDA à déclarer qu'elle n'avait approuvé aucun médicament ou traitement pour la Covid-19. Alors que Trump affirmait que « nous allons pouvoir rendre ce médicament disponible presque immédiatement », le chef de la FDA a déclaré que le médicament devrait encore être testé dans un « grand essai clinique pragmatique » sur des sujets infectés par Covid-19. Alors que Trump faisait l'éloge de la chloroquine comme un « changeur de donne » potentiel, le responsable de la santé Anthony Fauci a déclaré que les résultats positifs jusqu'à présent étaient toujours basés sur des « preuves partielles » et non des preuves « définitives » issues d'essais cliniques. Trump a également fait remarquer que la réutilisation de médicaments existants pour la Covid-19 était « sûre » et « ne tuait pas les gens » (la chloroquine est une forme de traitement contre le paludisme, tandis que son dérivé l'hydroxychloroquine est une forme de traitement pour le lupus ou l'arthrite), cependant la plupart les médicaments peuvent provoquer des effets secondaires. Les effets secondaires potentiellement graves de la chloroquine ou de l'hydroxychloroquine se caractérisent par des battements cardiaques irréguliers, des acouphènes, une vision trouble, une faiblesse musculaire ou des « troubles mentaux »,. Des surdoses de ces médicaments ont été documentées dans la littérature scientifique, y compris des surdoses mortelles.
Un couple marié sexagénaire vivant dans l'Arizona a ingéré un produit nettoyant pour aquarium contenant du phosphate de chloroquine ; l'homme est décédé alors que la femme a survécu dans un état critique. La femme a déclaré qu'elle avait l'intention de s'automédicamenter contre le coronavirus après avoir entendu Trump vanter les avantages potentiels de la chloroquine lors d'une conférence publique,. De nombreuses personnes, suivant les conseils du président Trump, ont demandé à se faire prescrire de la chloroquine par leur médecin, amenant à un risque de pénurie.
Le 21 mars 2020, Trump fait face à une pénurie d'approvisionnement en respirateurs artificiels aux États-Unis. Il affirme alors que les constructeurs automobiles General Motors et Ford « en fabriquaient désormais ». En réalité, les sociétés ne fabriquent pas de respirateurs artificiels. L'agence de presse Associated Press a estimé qu'il faudrait des mois aux constructeurs automobiles pour modifier les capacités de production de leurs usines.
Au printemps 2020, les États-Unis lancent une opération secrète visant à contrer l'influence croissante de la Chine en semant le doute sur la sécurité et l'efficacité des vaccins et de l'aide humanitaire chinois. Utilisant des comptes anonymes sur les réseaux sociaux, leur équipe de désinformation diffuse des messages anti-vaccins à travers des comptes fictifs sur les réseaux sociaux, notamment en affirmant que le vaccin chinois CoronaVac serait « haram » pour les musulmans. Les efforts de désinformation couvrent l'Asie du Sud-Est (notamment les Philippines), l'Asie centrale et le Moyen-Orient et visent également le vaccin russe Spoutnik V. Après s'être polongée au début du mandat de Joe Biden, l'opération est interrompue en 2021 après une directive de l'administration Biden,,.

### Gouvernement chinois

#### Relatif à la mauvaise gestion de la crise par le gouvernement
Plusieurs médecins lanceurs d'alertes, dont Li Wenliang, ont révélé le 30 décembre 2019 que les autorités de l'hôpital de Wuhan savaient déjà que le virus était un coronavirus de type SARS et que les patients étaient déjà placés en quarantaine. Le 5 janvier 2020, la Commission de la santé de Wuhan insistait toujours sur le fait que la maladie qui se propageait à Wuhan à l'époque n'était pas le SRAS.
Au tout début de l'épidémie, la Commission nationale de la santé a déclaré n'avoir aucune « preuve claire » de transmission interhumaine. Des recherches ultérieures publiées le 20 janvier 2020 ont indiqué que parmi les cas officiellement confirmés, la transmission interhumaine pouvait avoir commencé en décembre de l'année précédente et que le fait d'avoir pris du retard dans la divulgation des résultats (plutôt que début janvier) a conduit à des critiques envers les autorités sanitaires. Wang Guangfa (en), l'un des responsables de la santé, a déclaré « [qu']il y avait de l'incertitude concernant la transmission interhumaine », mais il a été infecté par un patient dans les 10 jours suivant sa déclaration,.
Le 27 janvier 2020, le Daily Beast a rapporté que le rédacteur en chef du Quotidien du peuple avait tweeté une image d'un bâtiment modulaire de conteneurs utilisé à des fins de marketing par Henan K-Home Steel Structure Co., Ltd. et non de l'hôpital proprement dit. Le tweet a déclaré que le premier bâtiment de l'hôpital Huoshenshan avait été achevé en 16 heures. Certains prétendent que ce message fait partie de la campagne de désinformation du gouvernement chinois visant à surévaluer certains aspects de la réponse du gouvernement. Le tweet a ensuite été retiré et remplacé par une vidéo des bâtiments modulaires en conteneurs assemblés à l'hôpital Huoshenshan indiquant à nouveau que le premier bâtiment a été achevé en 16 heures.
Le 15 février 2020, le chef suprême de la Chine et secrétaire général du Parti, Xi Jinping, a publié un article affirmant qu'il était au courant de l'épidémie depuis le 7 janvier 2020 et a donné l'ordre de contenir la propagation de la maladie lors d'une réunion ce jour-là. Cependant, un compte rendu de cette même réunion publié auparavant montre qu'il n'y a eu aucune mention de l'épidémie,.

#### Relatif à l'origine du virus
Selon le journaliste Josh Rogin (en), les responsables du gouvernement chinois ont lancé une campagne coordonnée de désinformation visant à semer le doute sur l'origine du coronavirus et sa propagation,. Un examen des médias d'État chinois et des publications sur les réseaux sociaux au début de mars 2020, réalisé par le Washington Post, a révélé que les théories du complot anti-américaines circulant parmi les utilisateurs chinois « ont pris de l'ampleur par un mélange de déclarations officielles inexpliquées, amplifiées par les réseaux sociaux, la censure et les doutes, et attisé par les médias d'État et les représentants du gouvernement ». Des responsables du département d'État américain, ainsi que le professeur de sciences politiques de l'Université de Chicago, Dali Yang, une autorité en matière de la politique chinoise, ont déclaré que la « campagne chinoise » semblait destinée à détourner l'attention de la mauvaise gestion par le gouvernement chinois de la crise,.
Lors d'une conférence de presse du 12 mars 2020, deux porte-parole du ministère chinois des Affaires étrangères (Zhao Lijian et Geng Shuang) ont promu la théorie du complot selon laquelle le coronavirus avait été « biologiquement conçu » par les puissances occidentales, et ont prétendu que le gouvernement américain, en particulier l'armée américaine, avait propagé le virus,. Aucune preuve n'étaye ces allégations. Zhao a également soutenu ces théories du complot sur Twitter, qui est bloqué en Chine continentale mais est utilisé comme outil de diplomatie publique par des responsables chinois, qui utilisent la plate-forme pour promouvoir le gouvernement chinois et le défendre contre les critiques. L'ambassadeur de Chine en Afrique du Sud a également amplifié ces affirmations sur Twitter. D'autres publications en ligne chinoises ont critiqué les gouvernements japonais et italien et les médias d'État chinois ont laissé entendre à tort que le virus pouvait provenir d'Italie,,.
Cette « campagne de désinformation intentionnelle » de la Chine a été discutée au sein du Groupe des Sept (G7), et les tentatives chinoises ont été condamnées par le département d'État américain qui a critiqué les autorités chinoises pour avoir répandu des thèses complotistes « dangereuses et ridicules ». Les États-Unis ont convoqué l'ambassadeur de Chine aux États-Unis, Cui Tiankai (en), pour émettre une « déclaration sévère » sur les allégations du gouvernement chinois.
Au-delà de la diffusion d'informations fausses, la Chine a fortement réduit l'accès aux informations scientifiques dès le début de la pandémie, en retirant des publications scientifiques puis en exigeant que toutes les travaux scientifiques soient examinés par le gouvernement avant publication. En avril 2023, des scientifiques travaillant pour le gouvernement chinois appellent à rechercher l'origine de la pandémie hors de Chine, en écho à l'affirmation largement réfutée qu'elle aurait pu débuter ailleurs.

### Gouvernement cubain
À Cuba, le président cubain Miguel Díaz-Canel a affirmé sur Twitter que l'interféron alfa-2b était utilisé pour traiter et soigner la Covid-19 en Chine, se référant à un article écrit par le journal d'État Granma. L'ambassade de Chine à Cuba a également fait des déclarations similaires. Plusieurs organes de presse latino-américains ont relayé l'information, qui a également été relayée sur les réseaux sociaux, et ces déclarations ont finalement été traduites en portugais et en français,,. En réalité, l'interféron a été fabriqué en Chine par une société chinoise, en utilisant la technologie cubaine, et a fait l'objet d'essais cliniques en Chine comme remède potentiel, mais il n'était pas activement utilisé en tant que tel, comme le suggéraient les allégations.

### Gouvernement français, disponibilité des masques

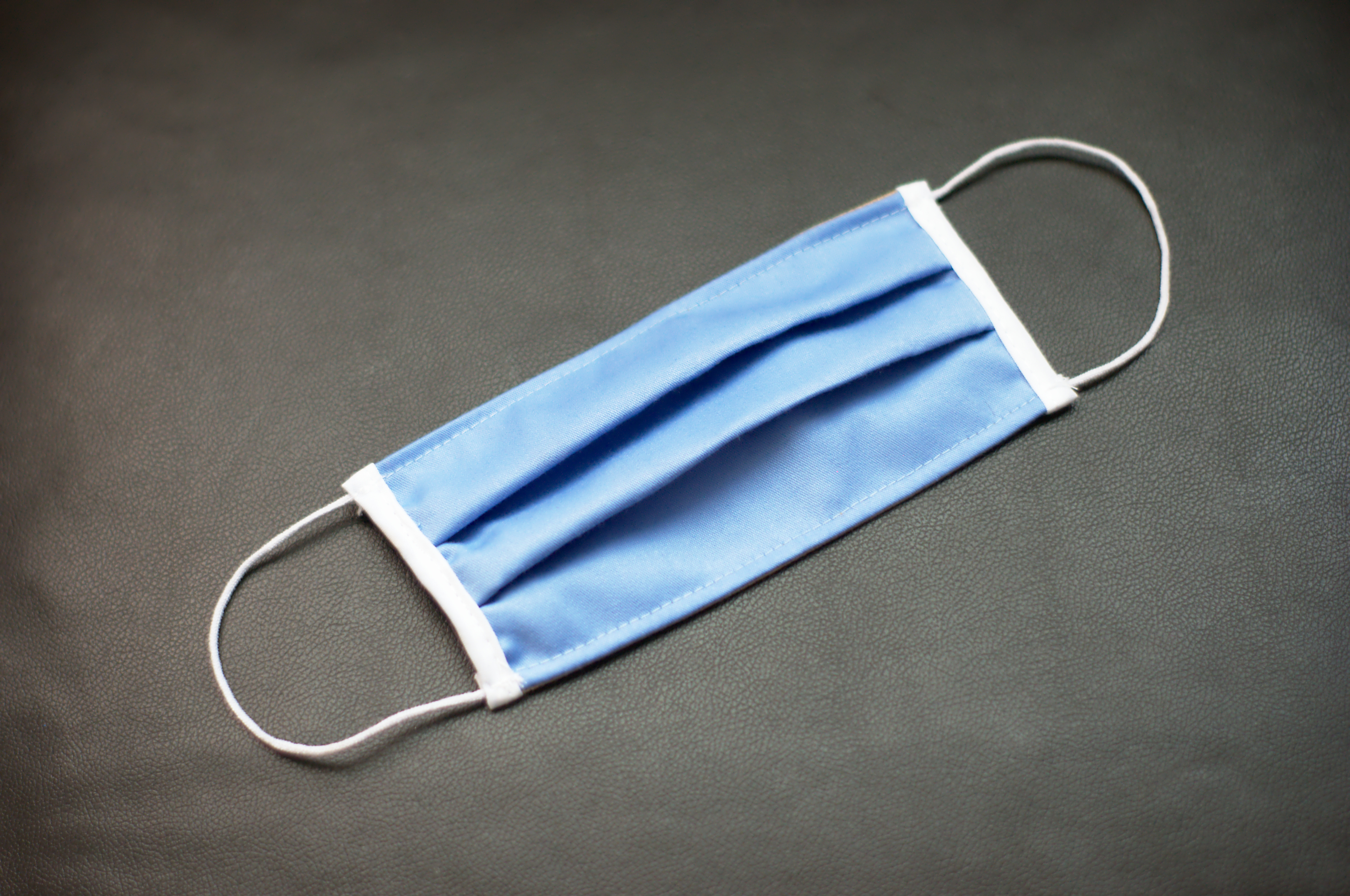
Masque chirurgical.

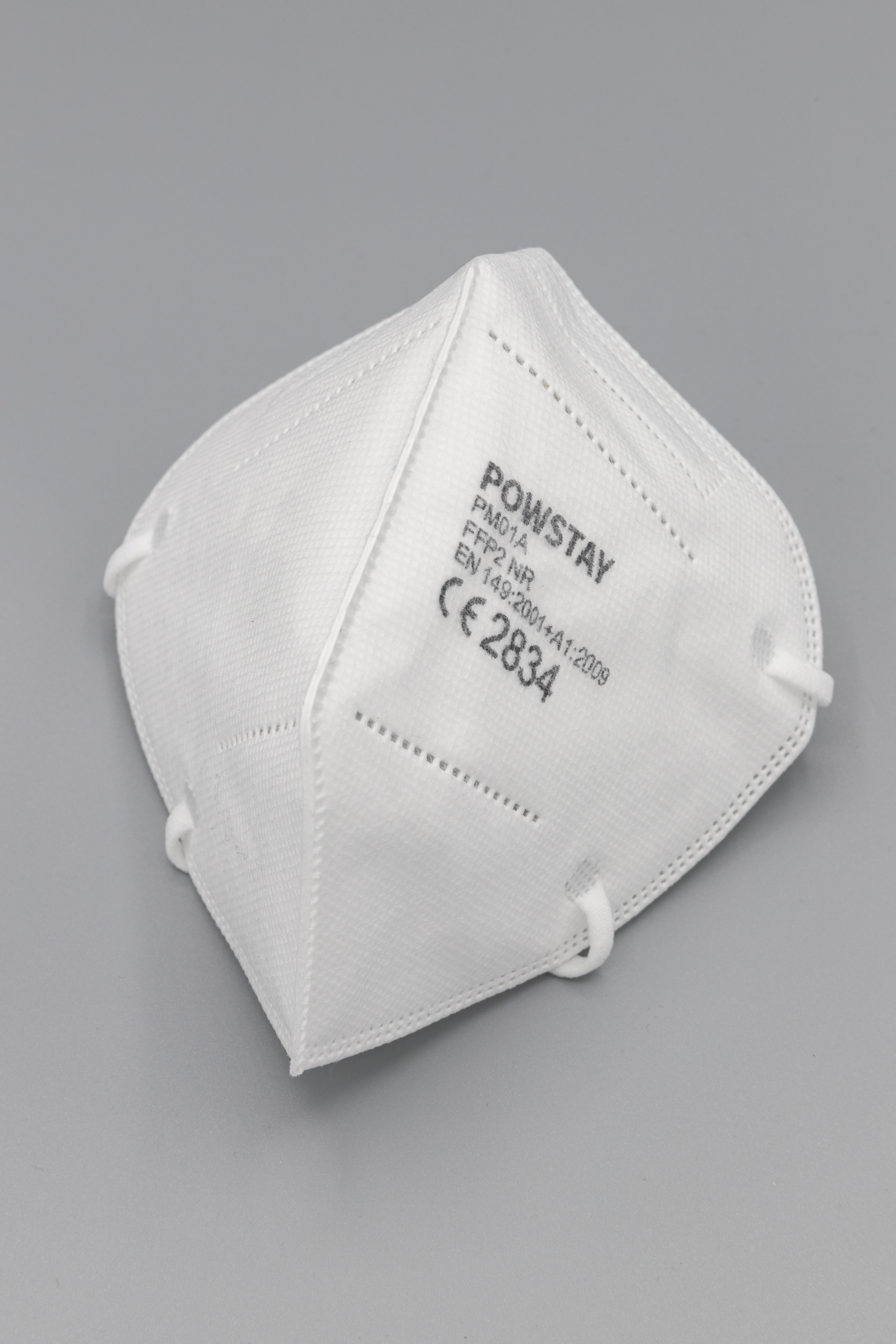
Masque FFP2.

Le 26 janvier 2020, Agnès Buzyn, alors ministre de la Santé, laisse entendre que la disponibilité des masques n'est pas un problème en France et indique que leur distribution aux personnes à risque sera assurée par les autorités sanitaires si nécessaire. Il s’avérera par la suite que le manque de masques était connu.
Le 26 février 2020, Jérôme Salomon, directeur général de la santé indique que les stocks sont prêts et « qu'il n'y aura pas de pénurie ». Plusieurs personnes chargées de la crise confient à la presse qu'en réalité rien n'était prêt alors que les initiatives de fabrication de masques étaient prises par des entreprises et des particuliers, que de vieux stocks sont retrouvés ou que les réquisitions par l'État se multiplient,.
Il s'avère que les stocks sont insuffisants par rapport aux premières annonces de début de crise. Mediapart indique également que plusieurs opportunités de commandes ont été annulées au dernier moment au mois de mars, ce qui va à l'encontre de ce qu'indique le gouvernement.
Reflets.info révèle le 3 mai 2020 que le décret pris le 23 mars réquisitionnant les masques n'empêchait pas la vente de masques au grand public. La communication gouvernementale a laissé entendre que la vente était interdite, et l'ordre national des pharmaciens a relayé cette fausse interdiction de vente, afin de permettre à l'État de constituer des stocks pour le personnel hospitalier et les EHPAD.

### Gouvernement russe
Le groupe de travail East Stratcom (en) (l'une des « task force » du Service européen pour l'action extérieure – SEAE), pour sa campagne de communication via son site web EUvsDisinfo,,, a rapporté que la Russie propageait de fausses informations liées à la pandémie via des « organes de presse pro-Kremlin ». Le 18 mars 2020, le porte-parole de la présidence russe, Dmitri Peskov, a dénoncé les accusations. En 2021, une étude menée à la demande du parlement européen met en avant un nombre varié de désinformations, touchant aussi bien aux risques comparés des vaccins utilisés en Russie et en Europe, qu'aux minorités russes. D'autres désinformations issues de mouvements ou médias pro-russes visent plus généralement à présenter les migrants comme une menace à la fois économique, criminelle et de santé, dans un objectif attribué de provoquer des dissensions au sein de l'Europe, grâce à un discours de haine aussi relayé par la websphère et l'extrême-droite, à semer la discordre en affirmant que le virus serait arrivé en Europe via des soldats américains de l'OTAN ou encore à faire croire que le vaccin russe serait meilleur que les vaccins occidentaux, sur lesquels de fausses informations sont diffusées,.

### Venezuela
Le président Nicolás Maduro annonce en février que la COVID-19 pourrait être une « arme biologique » pointée vers la Chine et le reste du monde.
À travers les réseaux sociaux, Maduro soutient l'utilisation des infusions comme un médicament contre la COVID-19. En mars, Twitter efface un tweet de Maduro qui citait les travaux de Sergio Quintero, un médecin vénézuélien qui prétend avoir trouvé un antidote naturel contre la maladie et qui affirme que le virus a été créé par les États-Unis. Les informations sont partagées aussi sur Facebook et sur des sites gouvernementaux. L'Institut vénézuélien de la recherche scientifique rejette les travaux de Quintero. L'Agence France-Presse ainsi que d'autres sites de vérification des faits qualifient également les publications de Quintero de fallacieuses,,.

## Régimes alimentaires

### Cannibalisme
Des publications montrent des cas de cannibalisme en Chine, notamment l'image d'un homme mangeant un nourrisson, et indiquent qu'il s'agit du point de démarrage de la pandémie. Il s'agit d'un canular des années 2000 montrant une supposée nouvelle mode dans les restaurants de Taïwan, détourné à l'occasion de la pandémie. Ce canular est également à lié à une autre rumeur datant d'avril 2019, où un site satirique indiquait que la Chine permettait la consommation de fœtus issus d'avortements. Les images sont issues de la performance de Zhu Yu, un artiste chinois, datant d'avant 2003.

### Consommation de chauves-souris
Certains médias, notamment le Daily Mail et RT, ainsi que des individus, ont propagé de la désinformation en faisant circuler une vidéo montrant une jeune femme chinoise mangeant une chauve-souris et suggérant à tort qu'elle avait été abattue à Wuhan,. La vidéo largement diffusée contient des séquences non reliées d'une vloggeuse chinoise, Wang Mengyun, mangeant de la soupe de chauve-souris dans l'île des Palaos en 2016,,,. Wang a publié des excuses sur Weibo, tout en disant qu'elle avait reçu des menaces et qu'elle avait seulement voulu présenter la cuisine palaosienne,. La propagation de la désinformation sur la consommation de chauves-souris s'enracine dans un sentiment xénophobe et raciste envers les Asiatiques,. En 2020, les scientifiques pensent que le virus est originaire des chauves-souris et a migré vers un animal hôte intermédiaire avant d'infecter les humains, mais cette hypothèse n'est pas prouvée.

### Immunité végétarienne
Certaines organisations, dont PETA, ont rappelé l'origine animale de la pandémie et le fait que son émergence et sa propagation ont pu être favorisées par des marchés chinois d'animaux sauvages destinés à la consommation humaine. PETA a ainsi rappelé le fait général que l'élevage, et donc la consommation de produits animaux, contribue indirectement à l'émergence de maladies humaines d'origine animale. Ce rappel a parfois été mal interprété et mêlé à de fausses déclarations sur les réseaux sociaux selon lesquelles la consommation de viande rendrait directement les consommateurs vulnérables au virus.
En Inde, à la suite du gourou Rampal Ji Maharaj (en), une rumeur s'est répandue en ligne alléguant que seules les personnes qui mangent de la viande seraient affectées par le coronavirus ; cette rumeur a notamment contribué au mème « #NoMeat_NoCoronaVirus » sur Twitter, probablement en partie à cause d'une confusion similaire à celle signalée ci-dessus.

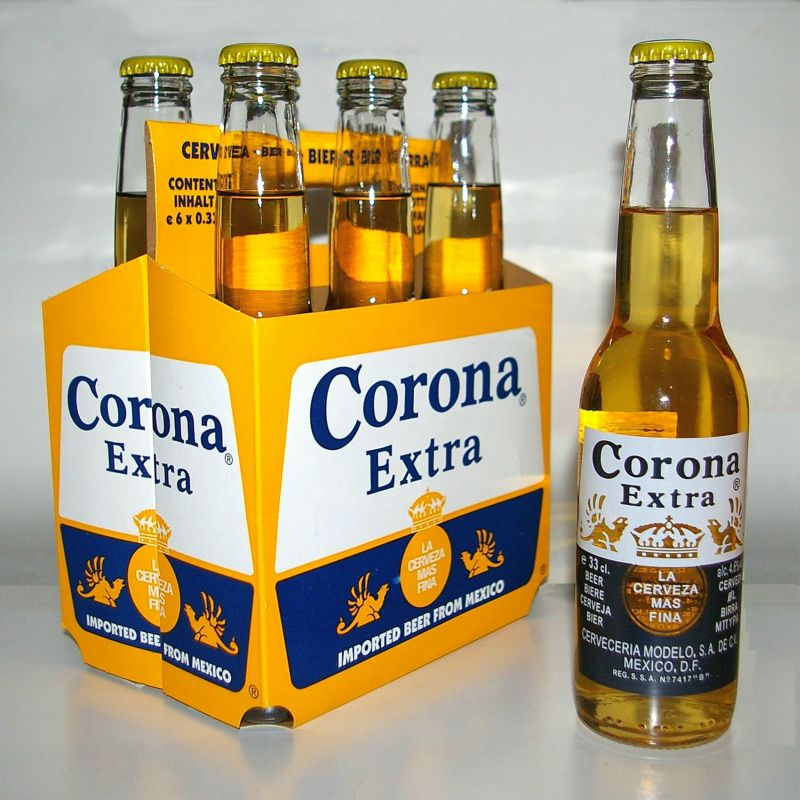
Lot de bouteilles de bière de marque Corona.

### Mauvaise association avec la bière Corona
Début mars 2020, l'agence 5WPR publie un sondage très critiqué et suspecté de tentative de désinformation montrant que 38 % des buveurs de bière américains ne commanderaient pas une bière de la marque Corona. Constellation Brands, qui importe la marque aux États-Unis, indique néanmoins que la bière Corona a connu une hausse de ses ventes de 5 % entre janvier et février 2020 sur ce marché,. Il n'y a aucun lien entre le coronavirus SARS-CoV-2 et la marque de bière,.

## Environnement et faune
Pendant la pandémie, de nombreuses images fausses et trompeuses ou reportages sur l'impact environnemental de la pandémie de coronavirus ont été partagées par des sources de journalisme attrape-clic et les réseaux sociaux. Un message viral provenant de Weibo et diffusé sur Twitter a affirmé qu'un groupe d'éléphants était descendu dans un village en quarantaine dans la province chinoise du Yunnan, s'est saoulé avec du vin de maïs et s'est évanoui dans un jardin de thé. Le China News Service, appartenant à l'État, a réfuté l'affirmation selon laquelle les éléphants se saoulaient avec du vin de maïs et a noté que les éléphants sauvages étaient courants dans le village ; l'image attachée au message a été prise à l'origine au Asian Elephant Research Center du Yunnan en décembre 2019.
À la suite de rapports faisant état d'une réduction des niveaux de pollution en Italie en raison des confinements, des images montrant prétendument des cygnes et des dauphins nageant dans les canaux du centre historique de Venise sont devenues virales sur les réseaux sociaux. On a révélé que l'image des cygnes avait certes bien été prise dans la commune de Venise, mais hors du centre, sur une île de la lagune, Burano, où les cygnes sont courants, tandis que les images des dauphins ont été filmées dans un port de Sardaigne à des centaines de kilomètres. Le bureau du maire de Venise a précisé que la clarté de l'eau observée dans les canaux était due, non pas à l'absence de pollution de l'eau initialement prétendue, mais à une moindre quantité de sédiments en suspension dans l'eau conséquence de la baisse de circulation des bateaux.

## Présentation controversée de l'hypothèse d'une possible fuite du laboratoire de Wuhan comme une théorie du complot
En février 2020, une lettre publiée par 27 scientifiques dans The Lancet déclarait qu'ils « condamnaient fermement les théories du complot suggérant que Covid-19 n'aurait pas d'origine naturelle », et affirmait que les scientifiques de plusieurs pays concluaient à une écrasante majorité que ce coronavirus provenait de la faune. Les auteurs de la lettre n'avaient révélé aucun lien avec le laboratoire de Wuhan. Il est rapidement apparu que la lettre avait été orchestrée par Peter Daszak, président de l'Alliance EcoHealth, qui a financé des recherches à l'Institut de virologie de Wuhan,,.
En septembre 2021, une enquête menée par The Telegraph révèle que 26 des 27 scientifiques qui ont écrit cette lettre dans le journal médical dénigrant la théorie des fuites de laboratoire de l'épidémie de COVID-19 ont ou avaient des liens avec des chercheurs de l'Institut chinois de virologie de Wuhan,,. En outre, trois des signataires de la lettre du Lancet sont des personnes travaillant pour le Wellcome Trust britannique, qui a financé de la recherche à l'Institut de virologie de Wuhan,. À l'aide d'une demande d'accès à l'information, il a été révélé que Peter Daszak avait envoyé un e-mail le 8 février indiquant que des « collaborateurs » en Chine l'exhortaient à écrire la lettre en guise de « manifestation de soutien »,.
Ainsi, selon une enquête de Vanity Fair publiée fin mars 2022, Peter Daszak s'est très tôt mis à organiser secrètement cette lettre dans le Lancet qui cherchait à présenter l'hypothèse de la fuite de laboratoire comme « une théorie du complot sans fondement ». Anthony Fauci, conseiller en chef pour la santé publique de Donald Trump et Joe Biden, et un petit groupe de scientifiques ont également travaillé pour consacrer la théorie de l'origine naturelle lors de discussions confidentielles début février 2020, même si plusieurs d'entre eux avaient exprimé en privé qu'ils estimaient qu'un incident lié au laboratoire était plus probable. Quelques jours à peine avant le début de ces discussions, le Dr Robert Redfield, virologue et directeur des Centers for Disease Control and Prevention (CDC), avait exhorté Fauci en privé à enquêter vigoureusement sur les hypothèses de laboratoire et naturelles. Il a ensuite été exclu des discussions qui ont suivi. Pourquoi des scientifiques de premier rang se sont entendus pour étouffer les spéculations publiques sur une fuite de laboratoire – même lorsque leurs e-mails, révélés via des demandes du FOIA et un examen du Congrès, suggèrent qu'ils avaient des préoccupations similaires – reste, selon Vanity Fair, flou.